# الطواف العالمي لكرة المضرب النسائية برعاية الاتحاد الدولي لكرة المضرب – 2022 (أبريل–يونيو)
2022 جولة الاتحاد الدولي لكرة المضرب العالمية للنساء هي نسخة عام 2022 من الجولة الثانية في لعبة كرة المضرب للمحترفات. تنظمها الاتحاد الدولي لكرة المضرب وهي درجة أقل من جولة رابطة محترفات التنس. يتضمن الطواف العالمي لكرة المضرب النسائية برعاية الاتحاد الدولي لكرة المضرب بطولات بجوائز مالية تتراوح من $15،000 إلى $100،000.
منذ 1 مارس، بعد الغزو الروسي لأوكرانيا أعلن الاتحاد الدولي للتنس أن اللاعبين من بيلاروس وروسيا لا يزال بإمكانهم اللعب في الجولات لكن لن يُسمح لهم باللعب تحت علم بيلاروس أو روسيا.

## المواسم
| مواسم الطواف العالمي لكرة المضرب النسائية برعاية الاتحاد الدولي لكرة المضرب | مواسم الطواف العالمي لكرة المضرب النسائية برعاية الاتحاد الدولي لكرة المضرب | مواسم الطواف العالمي لكرة المضرب النسائية برعاية الاتحاد الدولي لكرة المضرب | مواسم الطواف العالمي لكرة المضرب النسائية برعاية الاتحاد الدولي لكرة المضرب | مواسم الطواف العالمي لكرة المضرب النسائية برعاية الاتحاد الدولي لكرة المضرب | مواسم الطواف العالمي لكرة المضرب النسائية برعاية الاتحاد الدولي لكرة المضرب | مواسم الطواف العالمي لكرة المضرب النسائية برعاية الاتحاد الدولي لكرة المضرب | مواسم الطواف العالمي لكرة المضرب النسائية برعاية الاتحاد الدولي لكرة المضرب | مواسم الطواف العالمي لكرة المضرب النسائية برعاية الاتحاد الدولي لكرة المضرب | مواسم الطواف العالمي لكرة المضرب النسائية برعاية الاتحاد الدولي لكرة المضرب |
| تسعينيات القرن العشرين                                                      | تسعينيات القرن العشرين                                                      | تسعينيات القرن العشرين                                                      | تسعينيات القرن العشرين                                                      | تسعينيات القرن العشرين                                                      | تسعينيات القرن العشرين                                                      | تسعينيات القرن العشرين                                                      | تسعينيات القرن العشرين                                                      | تسعينيات القرن العشرين                                                      | تسعينيات القرن العشرين                                                      |
| --------------------------------------------------------------------------- | --------------------------------------------------------------------------- | --------------------------------------------------------------------------- | --------------------------------------------------------------------------- | --------------------------------------------------------------------------- | --------------------------------------------------------------------------- | --------------------------------------------------------------------------- | --------------------------------------------------------------------------- | --------------------------------------------------------------------------- | --------------------------------------------------------------------------- |
| 1994                                                                        | 1995                                                                        | 1995                                                                        | 1996                                                                        | 1997                                                                        | 1998                                                                        | 1999                                                                        |                                                                             |                                                                             |                                                                             |
| العقد الأول من القرن 21                                                     |                                                                             |                                                                             |                                                                             |                                                                             |                                                                             |                                                                             |                                                                             |                                                                             |                                                                             |
| 2000                                                                        | 2001                                                                        | 2002                                                                        | 2003                                                                        | 2004                                                                        | 2005                                                                        | 2006                                                                        | 2007                                                                        | 2008 الربع الأول · الربع الثاني · الربع الثالث                              | 2009                                                                        |
| العقد الثاني من القرن 21                                                    |                                                                             |                                                                             |                                                                             |                                                                             |                                                                             |                                                                             |                                                                             |                                                                             |                                                                             |
| 2010 الربع الأول · الربع الثاني · الربع الثالث · الربع الرابع               | 2011 الربع الأول · الربع الثاني · الربع الثالث · الربع الرابع               | 2012 الربع الأول · الربع الثاني · الربع الثالث · الربع الرابع               | 2013 الربع الأول · الربع الثاني · الربع الثالث · الربع الرابع               | 2014 الربع الأول · الربع الثاني · الربع الثالث · الربع الرابع               | 2015 الربع الأول · الربع الثاني · الربع الثالث · الربع الرابع               | 2016 الربع الأول · الربع الثاني · الربع الثالث · الربع الرابع               | 2017 الربع الأول · الربع الثاني · الربع الثالث · الربع الرابع               | 2018 الربع الأول · الربع الثاني · الربع الثالث · الربع الرابع               | 2019 الربع الأول · الربع الثاني · الربع الثالث · الربع الرابع               |
| العقد الثالث من القرن 21                                                    |                                                                             |                                                                             |                                                                             |                                                                             |                                                                             |                                                                             |                                                                             |                                                                             |                                                                             |
| 2020 الربع الأول · الربع الثاني · الربع الثالث · الربع الرابع               | 2021 الربع الأول · الربع الثاني · الربع الثالث · الربع الرابع               | 2022 الربع الأول · الربع الثاني · الربع الثالث · الربع الرابع               | 2023 الربع الأول · الربع الثاني · الربع الثالث · الربع الرابع               | 2024 الربع الأول · الربع الثاني · الربع الثالث · الربع الرابع               | 2025 الربع الأول · الربع الثاني · الربع الثالث · الربع الرابع               |                                                                             |                                                                             |                                                                             |                                                                             |

## المفتاح
| الفئة                  |
| ---------------------- |
| بطولات W100 ($100,000) |
| بطولات W75 ($60,000)   |
| بطولات W50 ($40,000)   |
| بطولات W25 ($25,000)   |
| بطولات W15 ($15,000)   |

## الشهر

### أبريل
| الأسبوع  | البطولة                                                                                                   | الفائزات                                                                                            | الوصيفات                                                                                            | المتأهلات لنصف النهائي                       | المتأهلات لربع النهائي                                                       |
| -------- | --- | --------------------------------------------------------------------------------------------------- | --------------------------------------------------------------------------------------------------- | -------------------------------------------- | ---------------------------------------------------------------------------- |
| أبريل 4  | بطولة أويرس المفتوحة للسيدات أويرس، البرتغال ملعب ترابي W80 Singles – Doubles                             | إليزابيتا كوكسياريتو 7–6(7–5)، 2–6، 7–5                                                             | فيكتوريا توموفا                                                                                     | يوليا هاتوككا · دلما جالفي                   | أندريا ميتو · فيونا فيرو · ناتاليا كوستيتش · آنا بلينكوفا                    |
| أبريل 4  | بطولة أويرس المفتوحة للسيدات أويرس، البرتغال ملعب ترابي W80 Singles – Doubles                             | كاتارزينا بيتر كيمبرلي زيمرمان 6–1، 6–1                                                             | كاتارينا كيرلاخ ناتاليا كوستيتش                                                                     | يوليا هاتوككا · دلما جالفي                   | أندريا ميتو · فيونا فيرو · ناتاليا كوستيتش · آنا بلينكوفا                    |
| أبريل 4  | البطولة الدولية في توكس بريتوريا، جنوب أفريقيا ملعب صلب W25 قرعة المباريات الفردية والزوجية               | يوديس تشونغ ضد سيتم التحديد لاحقاً · تم إلغاء منافسات الفردي والزوجي بسبب سوء الأحوال الجوية المستمر | يوديس تشونغ ضد سيتم التحديد لاحقاً · تم إلغاء منافسات الفردي والزوجي بسبب سوء الأحوال الجوية المستمر | إيزابيلا كروجر · كودي وونغ · فاليريا سافينيخ | تيساه أندريانجافيتريمو · أورزولا رادفانسكا · تيميا بابوش · إيرينا خروماتشيفا |
| أبريل 4  | البطولة الدولية في توكس بريتوريا، جنوب أفريقيا ملعب صلب W25 قرعة المباريات الفردية والزوجية               | يوديس تشونغ / كودي وونغ ضد آنا روجرز / كريستينا روسكا                                               | | إيزابيلا كروجر · كودي وونغ · فاليريا سافينيخ | تيساه أندريانجافيتريمو · أورزولا رادفانسكا · تيميا بابوش · إيرينا خروماتشيفا |
| أبريل 4  | شيانج راي، تايلاند ملعب صلب W25 قرعة المباريات الفردية والزوجية                                           | أليكس إيالا 6–4، 6–2                                                                                | لوكسيكا كومخوم                                                                                      | إريكا سما ما يكسين                           | أندي دي فرومي هيروكو كواتا موموكو كوبوري وو هو-تشينج                         |
| أبريل 4  | شيانج راي، تايلاند ملعب صلب W25 قرعة المباريات الفردية والزوجية                                           | كيوكا أوكامورا بينجتارن بليبويتش 4–6، 6–3، [10–5]                                                   | ما يكسين شون فانجينج                                                                                | إريكا سما ما يكسين                           | أندي دي فرومي هيروكو كواتا موموكو كوبوري وو هو-تشينج                         |
| أبريل 4  | شرم الشيخ، مصر ملعب صلب W15 قرعة المباريات الفردية والزوجية                                               | ليو فانجزو 6–2، 7–6(7–5)                                                                            | يانغ ييدي                                                                                           | لي يا-هسوان داشا إيفانوفا                    | شيهيرو تاكاياما هيومي آبي بريانا سزابو بويانا كلينكوف                        |
| أبريل 4  | شرم الشيخ، مصر ملعب صلب W15 قرعة المباريات الفردية والزوجية                                               | غابرييلا موجان ماريا فرناندو نيفارو 6–3، 7–5                                                        | داشا إيفانوفا ستيفاني فيشر                                                                          | لي يا-هسوان داشا إيفانوفا                    | شيهيرو تاكاياما هيومي آبي بريانا سزابو بويانا كلينكوف                        |
| أبريل 4  | المنستير، تونس ملعب صلب W15 قرعة المباريات الفردية والزوجية                                               | جوانا جارلاند 7–5، 6–1                                                                              | ريبيكا ستولمار                                                                                      | ياسمين منصوري ناهيا بيركويتشيا               | إيستر ميري نينا رادوفانوفيتش ياسمين جيمبرير إيفيتا راميريز                   |
| أبريل 4  | المنستير، تونس ملعب صلب W15 قرعة المباريات الفردية والزوجية                                               | وانغ مييلينغ ياو شينكسين 6–2، 4–6، [10–3]                                                           | فيكتوريا مونتيان ريبيكا ستولمار                                                                     | ياسمين منصوري ناهيا بيركويتشيا               | إيستر ميري نينا رادوفانوفيتش ياسمين جيمبرير إيفيتا راميريز                   |
| أبريل 4  | أنطاليا، تركيا ملعب ترابي W15 قرعة المباريات الفردية والزوجية                                             | ميرا أندريفا · 6–7(6–8)، 6–0، 6–2                                                                   | مارتينا كولمينيا                                                                                    | هان فاندي وينكل سابفو ساكيلاريدي             | ماليين نودي · جوليا أفدييفا · إيلينا مالوجينا · ديبورا كيزا                  |
| أبريل 4  | أنطاليا، تركيا ملعب ترابي W15 قرعة المباريات الفردية والزوجية                                             | فلادا كوفال · جيرجانا توبالوفا · 7–6(11–9)، 6–2                                                     | كسينيا لاسكوتوفا · سابفو ساكيلاريدي                                                                 | هان فاندي وينكل سابفو ساكيلاريدي             | ماليين نودي · جوليا أفدييفا · إيلينا مالوجينا · ديبورا كيزا                  |
| 11 أبريل | U.S. Pro Women's ملعب ترابي Court Championships بالم هاربور، الولايات المتحدة ملعب ترابي W100 فردي – زوجي | كاتي فولينتس 6–4، 6–3                                                                               | وانغ شي يو                                                                                          | لويزا تشيريكو إرينا براء                     | صوفي تشانغ غابرييلا لي غريس مين تايلور تاونسيند                              |
| 11 أبريل | U.S. Pro Women's ملعب ترابي Court Championships بالم هاربور، الولايات المتحدة ملعب ترابي W100 فردي – زوجي | صوفي تشانغ أنجيلا كوليكوف 6–4، 3–6، [10–8]                                                          | إرينا براء لوكريتسيا ستيفانيني                                                                      | لويزا تشيريكو إرينا براء                     | صوفي تشانغ غابرييلا لي غريس مين تايلور تاونسيند                              |
| 11 أبريل | Bellinzona Ladies Open بيلينزونا، سويسرا ملعب ترابي W60 فردي – زوجي                                       | رالوكا شيربان 6–3، 6–0                                                                              | إيكاترين جورجودزي                                                                                   | ديا هردجلاش · آنا بلينكوفا                   | إيريكا أندرييفا · بولونا هيركوج · سيمونا والترت · أليس رامي                  |
| 11 أبريل | Bellinzona Ladies Open بيلينزونا، سويسرا ملعب ترابي W60 فردي – زوجي                                       | أليسيا بارنيت أوليفيا نيكولز 6–7(7–9)، 6–4، [10–7]                                                  | زينيا كنول · أوكسانا سيليخميتيفا                                                                    | ديا هردجلاش · آنا بلينكوفا                   | إيريكا أندرييفا · بولونا هيركوج · سيمونا والترت · أليس رامي                  |
| 11 أبريل | كالفي، فرنسا ملعب صلب W25+H قرعة المباريات الفردية والزوجية                                               | ليوليا جانجين 6–2، 6–2                                                                              | تيساه أندريانجافيتريمو                                                                              | كاميللا بارتوني داريا سنيغور                 | إيكاترينا مكاروفا · فيرونيكا فالكوفسكا · أودري ألبي · إستيل كاسينو           |
| 11 أبريل | كالفي، فرنسا ملعب صلب W25+H قرعة المباريات الفردية والزوجية                                               | صوفيا لانسيري · فاليريا ستراخوفا · 6–4، 7–6(7–5)                                                    | إستيل كاسينو جيسيكا بونشي                                                                           | كاميللا بارتوني داريا سنيغور                 | إيكاترينا مكاروفا · فيرونيكا فالكوفسكا · أودري ألبي · إستيل كاسينو           |
| 11 أبريل | سانتا مارغريتا دي بولا، إيطاليا ملعب ترابي W25 قرعة المباريات الفردية والزوجية                            | إيفا فيدر 6–2، 6–3                                                                                  | لينا جيورتشيسكا                                                                                     | داريا أستاخوفا · تينا لوكاس                  | آنا توراتي كريستينا دينو لولو صن تيميا بابوش                                 |
| 11 أبريل | سانتا مارغريتا دي بولا، إيطاليا ملعب ترابي W25 قرعة المباريات الفردية والزوجية                            | لينا جيورتشيسكا إيفا فيدر 7–5، 6–2                                                                  | ليا بوشكوفيتش تينا لوكاس                                                                            | داريا أستاخوفا · تينا لوكاس                  | آنا توراتي كريستينا دينو لولو صن تيميا بابوش                                 |
| 11 أبريل | أوييراس، البرتغال ملعب ترابي W25 قرعة المباريات الفردية والزوجية                                          | ديانا شنايدر · 6–4، 6–2                                                                             | مارتينا دي جوزيبي                                                                                   | كاتارينا كيرلاخ جوليا جاتو مونتيكوني         | لوسيا كورتيز لوركا · جيسيكا بوزاس مانيرو · إيرينا شيمانوفيتش · يوليا خاتوكا  |
| 11 أبريل | أوييراس، البرتغال ملعب ترابي W25 قرعة المباريات الفردية والزوجية                                          | جيسيكا بوزاس مانيرو غيومار ماريستاني 3–6، 6–4، [10–8]                                               | فرانسيسكا خورخي ماتيلدي خورخي                                                                       | كاتارينا كيرلاخ جوليا جاتو مونتيكوني         | لوسيا كورتيز لوركا · جيسيكا بوزاس مانيرو · إيرينا شيمانوفيتش · يوليا خاتوكا  |
| 11 أبريل | شيانغ راي، تايلاند ملعب صلب W25 قرعة المباريات الفردية والزوجية                                           | لوكسيكا كومخوم 6–3، 6–3                                                                             | بينجتارن بليبويتش                                                                                   | إريكا سما لو جياجينغ                         | أليكس إيلا كيوكا أوكامورا بيمرادا جاتافابورنفاينيت غوزال أيني تينوفا         |
| 11 أبريل | شيانغ راي، تايلاند ملعب صلب W25 قرعة المباريات الفردية والزوجية                                           | غوزال أيني تينوفا · ماريا تيموفييفا · 2–6، 7–5، [10–4]                                              | موموكو كوبوري لوكسيكا كومخوم                                                                        | إريكا سما لو جياجينغ                         | أليكس إيلا كيوكا أوكامورا بيمرادا جاتافابورنفاينيت غوزال أيني تينوفا         |
| 11 أبريل | نوتنغهام، المملكة المتحدة ملعب صلب W25 قرعة المباريات الفردية والزوجية                                    | يوديس تشونغ 6–2، 0–0، انسحاب                                                                        | جانا فيت                                                                                            | جودي بوراج كو يون وو                         | أورزولا رادفانسكا يو إكسياودي دليلا ياكوبوفيتش كاثرين سيبوف                  |
| 11 أبريل | نوتنغهام، المملكة المتحدة ملعب صلب W25 قرعة المباريات الفردية والزوجية                                    | يوديس تشونغ كودي وونغ 6–2، 6–3                                                                      | إيزابيل هافيرلاغ إيوانا لوريدانا روسكا                                                              | جودي بوراج كو يون وو                         | أورزولا رادفانسكا يو إكسياودي دليلا ياكوبوفيتش كاثرين سيبوف                  |
| 11 أبريل | القاهرة، مصر ملعب ترابي W15 قرعة المباريات الفردية والزوجية                                               | أنطونيا شميت 6–4، 6–7(6–8)، 7–6(7–4)                                                                | جوليا كريسينزي                                                                                      | مارينا ستاكوسيك بريانا سزابو                 | ماريا تكاتشيفا · صوفيا دا كروز مندونكا · تيانا سريتنوفيتش · آني أميراغيان    |
| 11 أبريل | القاهرة، مصر ملعب ترابي W15 قرعة المباريات الفردية والزوجية                                               | إلينكا أمارياي كارولينا كول 6–2، 2–6، [10–3]                                                        | ديليتا تشيروبيني إميلي ويلكر                                                                        | مارينا ستاكوسيك بريانا سزابو                 | ماريا تكاتشيفا · صوفيا دا كروز مندونكا · تيانا سريتنوفيتش · آني أميراغيان    |
| 11 أبريل | المنستير، تونس ملعب صلب W15 قرعة المباريات الفردية والزوجية                                               | أنجيليكا راجي 6–3، 3–6، 7–5                                                                         | فرانسيسكا كورمي                                                                                     | ليان تران ليو فانجزو                         | مانون ليونارد داشا إيفانوفا نولييا بوزو زانوتي ريبيكا ستولمار                |
| 11 أبريل | المنستير، تونس ملعب صلب W15 قرعة المباريات الفردية والزوجية                                               | داشا إيفانوفا · إيكاترينا ياشينا · 6–4، 6–7(1–7)، [10–4]                                            | أوينلومو كوادر يانغ ييدي                                                                            | ليان تران ليو فانجزو                         | مانون ليونارد داشا إيفانوفا نولييا بوزو زانوتي ريبيكا ستولمار                |
| 11 أبريل | أنطاليا، تركيا ملعب ترابي W15 قرعة المباريات الفردية والزوجية                                             | ميرا أندريفا · 7–5، 6–2                                                                             | سيلفيا أمبروسيو                                                                                     | ناتاليا سزابانين فيكي فان دي بير             | فلادا كوفال · ديانا ديميدوفا · رينا سايغو · ميهيلا تسونيفا                   |
| 11 أبريل | أنطاليا، تركيا ملعب ترابي W15 قرعة المباريات الفردية والزوجية                                             | فانيسا إرسوز دوغا توركمان 7–6(7–2)، 3–6، [10–5]                                                     | كسينيا لاسكوتوفا · جيرجانا توبالوفا                                                                 | ناتاليا سزابانين فيكي فان دي بير             | فلادا كوفال · ديانا ديميدوفا · رينا سايغو · ميهيلا تسونيفا                   |
| 18 أبريل | كياسو أوبن كياسو، سويسرا ملعب ترابي W60 فردي – زوجي                                                       | لوسيا برونزيتي 2–6، 3–6، 3–6                                                                        | سيمونا والترت                                                                                       | ناتاليا فيكليانتسيفا · رالوكا سربان          | مارتينا دي جوزيبي سبيستينا سيليبوتي ريكا لوكا جاني يوكي نايتو                |
| 18 أبريل | كياسو أوبن كياسو، سويسرا ملعب ترابي W60 فردي – زوجي                                                       | أناستاسيا ديتيك ميريام كولودزييغوفا 6–3، 1–6، [8–10]                                                | أليونا بولسوفا · أوكسانا سيليخميتيفا                                                                | ناتاليا فيكليانتسيفا · رالوكا سربان          | مارتينا دي جوزيبي سبيستينا سيليبوتي ريكا لوكا جاني يوكي نايتو                |
| 18 أبريل | بطولة النساء في منتجع بورز هيد شارلوتسفيل، الولايات المتحدة ملعب ترابي W60 فردي – زوجي                    | لويزا تشيريكو 4–6، 3–6                                                                              | وانغ شي يو                                                                                          | لوكريزيا ستيفانيني تاتيانا ماريا             | روبن أندرسون إيلي دوغلاس تايلور تاونسيند كرامي نارا                          |
| 18 أبريل | بطولة النساء في منتجع بورز هيد شارلوتسفيل، الولايات المتحدة ملعب ترابي W60 فردي – زوجي                    | صوفي تشانغ أنجيلا كوليكوف 2–6، 3–6، [4–10]                                                          | فالنتيني جراماتيكوبولو أليسيا باركس                                                                 | لوكريزيا ستيفانيني تاتيانا ماريا             | روبن أندرسون إيلي دوغلاس تايلور تاونسيند كرامي نارا                          |
| 18 أبريل | سانتا مارغريتا دي بولا، إيطاليا ملعب ترابي W25 قرعة المباريات الفردية والزوجية                            | كاميلا روساتييلو 3–6، 4–6                                                                           | يكاتيرينا راينغولد                                                                                  | گیومار ماريستاني إيفا فيدر                   | لينا جورشيسكا · داريا أستاخوفا · ميلانيا ديلاي · تينا لوكاس                  |
| 18 أبريل | سانتا مارغريتا دي بولا، إيطاليا ملعب ترابي W25 قرعة المباريات الفردية والزوجية                            | داريا أستاخوفا · يكاتيرينا راينغولد · 6–7(6–8)، 4–6                                                 | آنا توراتي بيانكا توراتي                                                                            | گیومار ماريستاني إيفا فيدر                   | لينا جورشيسكا · داريا أستاخوفا · ميلانيا ديلاي · تينا لوكاس                  |
| 18 أبريل | المنستير، تونس ملعب صلب W25 قرعة المباريات الفردية والزوجية                                               | تشو لين 1–6، 6–4، 4–6                                                                               | فيكتوريا مبوكو                                                                                      | روزا فيسينس ماس أنجيليكا راجي                | نيجينا أبدوريموفا · فاليريا سافينيخ · ليو فانجزو · ساندرا سمير               |
| 18 أبريل | المنستير، تونس ملعب صلب W25 قرعة المباريات الفردية والزوجية                                               | إستيل كاسينو جيسيكا بونشيه 0–6، 6–4، [7–10]                                                         | بولينا كوديرميتوفا · صوفيا لانسر                                                                    | روزا فيسينس ماس أنجيليكا راجي                | نيجينا أبدوريموفا · فاليريا سافينيخ · ليو فانجزو · ساندرا سمير               |
| 18 أبريل | نوتنغهام، المملكة المتحدة ملعب صلب W25 قرعة المباريات الفردية والزوجية                                    | إيدن سيلفا 4–6، 4–6                                                                                 | روبين مونتغمري                                                                                      | هينا إينوي كاثرين سيبوف                      | كودي وونغ صوفيا سوينغ جوانا جارلاند أليس روب                                 |
| 18 أبريل | نوتنغهام، المملكة المتحدة ملعب صلب W25 قرعة المباريات الفردية والزوجية                                    | غابريلا كنوتسون كاترينا ستريشناكوفا 6–7(5–7)، 3–6                                                   | لورين جون-بابتيست أليس روب                                                                          | هينا إينوي كاثرين سيبوف                      | كودي وونغ صوفيا سوينغ جوانا جارلاند أليس روب                                 |
| 18 أبريل | حدث أورلاندو سيركت برو أورلاندو، الولايات المتحدة ملعب ترابي W25 قرعة المباريات الفردية والزوجية          | ميريام بيوركلاند 3–6، 4–6                                                                           | ألكسندرا كادانتو                                                                                    | ألكسيس بلوكينا غريس مين                      | ماديسون سيغ كاثرين هاريسون كيارا شول ريس برانتماير                           |
| 18 أبريل | حدث أورلاندو سيركت برو أورلاندو، الولايات المتحدة ملعب ترابي W25 قرعة المباريات الفردية والزوجية          | كاثرين هاريسون ميغان ماناسي 1–6، 0–6                                                                | هسيه شو يينغ هسو تشيه يو                                                                            | ألكسيس بلوكينا غريس مين                      | ماديسون سيغ كاثرين هاريسون كيارا شول ريس برانتماير                           |
| 18 أبريل | بيراسيكابا، البرازيل ملعب ترابي W15 قرعة المباريات الفردية والزوجية                                       | بيانكا بهولوفا 6–2، 1–6، 4–6                                                                        | جانا كولودينسكا                                                                                     | تايسا غرنا بيدريتي فيرناندا لابرانا          | فيرناندا أسيت رومينا كونيو ساباستياني ليون مارتينا كابوررو تابوردا           |
| 18 أبريل | بيراسيكابا، البرازيل ملعب ترابي W15 قرعة المباريات الفردية والزوجية                                       | ساباستياني ليون ليتيسيا بولتشارتوفا 4–6، 6–7(4–7)                                                   | فيرناندا أسيت ماري ميترو                                                                            | تايسا غرنا بيدريتي فيرناندا لابرانا          | فيرناندا أسيت رومينا كونيو ساباستياني ليون مارتينا كابوررو تابوردا           |
| 18 أبريل | القاهرة، مصر ملعب ترابي W15 قرعة المباريات الفردية والزوجية                                               | أنستاسيا زولوتاريفا · 7–5، 6–3                                                                      | إميلي فيلكر                                                                                         | جاكلين كاباج أواد لافينيا تانسيا             | جوليا ستاماتوفا دينيسلافا غلوشكوفا آني أميراغيان ديليتا تشيروبيني            |
| 18 أبريل | القاهرة، مصر ملعب ترابي W15 قرعة المباريات الفردية والزوجية                                               | ديليتا تشيروبيني · ماريا تكاتشيفا · 3–6، 6–3، [10–8]                                                | إميلين درترون لوسي نجوين تان                                                                        | جاكلين كاباج أواد لافينيا تانسيا             | جوليا ستاماتوفا دينيسلافا غلوشكوفا آني أميراغيان ديليتا تشيروبيني            |
| 18 أبريل | شيمكنت، كازاخستان ملعب ترابي W15 قرعة المباريات الفردية والزوجية                                          | ديانا شنايدر · 6–2، 7–5                                                                             | يكاتيرينا ماكلاكوفا                                                                                 | تاتيانا باركوفا · بولينا بافلوفا             | جيبيك كولامبايفا · بولينا ياتشينكو · داريا شاوها · أنستاسيا سوخوتينا         |
| 18 أبريل | شيمكنت، كازاخستان ملعب ترابي W15 قرعة المباريات الفردية والزوجية                                          | جيبيك كولامبايفا · أنستاسيا سوخوتينا · 6–1، 6–4                                                     | يكاتيرينا ماكلاكوفا · كسينيا زايتسيفا                                                               | تاتيانا باركوفا · بولينا بافلوفا             | جيبيك كولامبايفا · بولينا ياتشينكو · داريا شاوها · أنستاسيا سوخوتينا         |
| 18 أبريل | تشيانغ راي، تايلاند ملعب صلب W15 قرعة المباريات الفردية والزوجية                                          | لوكسيكا كومخوم 6–0، 6–1                                                                             | تاليا جيبسون                                                                                        | ميشيكا أوزاكي باتشارين شيبشاندج              | جاو شينيو لانلانا تارارودي كامونوان بوايام لي بَي-تشي                         |
| 18 أبريل | تشيانغ راي، تايلاند ملعب صلب W15 قرعة المباريات الفردية والزوجية                                          | كاثرين أوليا تاليا جيبسون 6–3، 7–6(7–5)                                                             | ما يجين شون فانغيينغ                                                                                | ميشيكا أوزاكي باتشارين شيبشاندج              | جاو شينيو لانلانا تارارودي كامونوان بوايام لي بَي-تشي                         |
| 18 أبريل | أنطاليا، تركيا ملعب ترابي W15 قرعة المباريات الفردية والزوجية                                             | جوليا ميدندورف 6–1، 4–1، انسحاب                                                                     | فيكتوريا كان                                                                                        | كاثارينا هيرينغ ميساكي ماتسودا               | إيفا غاركوشا · إيلاء يوريوك · داريا لوديكوفا · رينا سايغو                    |
| 18 أبريل | أنطاليا، تركيا ملعب ترابي W15 قرعة المباريات الفردية والزوجية                                             | ميساكي ماتسودا ريكو ساوياناغي 7–6(7–1)، 6–2                                                         | رينا سايغو يوكاينا سايغو                                                                            | كاثارينا هيرينغ ميساكي ماتسودا               | إيفا غاركوشا · إيلاء يوريوك · داريا لوديكوفا · رينا سايغو                    |
| 25 أبريل | LTP Charleston Pro Tennis تشارلستون، الولايات المتحدة ملعب ترابي W100 Singles – Doubles                   | تايلور تاونسيند 6–3، 6–2                                                                            | وانغ شي يو                                                                                          | غابرييلا سي ويتني أوسويجوي                   | إرينا براء Alexa Graham Katie Volynets ناو هيبينو                            |
| 25 أبريل | LTP Charleston Pro Tennis تشارلستون، الولايات المتحدة ملعب ترابي W100 Singles – Doubles                   | كاتارزينا كاوا Aldila Sutjiadi 6–1، 6–4                                                             | صوفي تشانغ Angela Kulikov                                                                           | غابرييلا سي ويتني أوسويجوي                   | إرينا براء Alexa Graham Katie Volynets ناو هيبينو                            |
| 25 أبريل | Zagreb Ladies Open زغرب، كرواتيا ملعب ترابي W60 Singles – Doubles                                         | جولي نيمير 6–2، 6–2                                                                                 | ريكا لوكا جاني                                                                                      | ديا هردجلاش Petra Marčinko                   | تينا لوكاس · Antonia Ružić · كاتارينا زافاتسكا · إيرينا شيمانوفيتش           |
| 25 أبريل | Zagreb Ladies Open زغرب، كرواتيا ملعب ترابي W60 Singles – Doubles                                         | Anastasia Dețiuc كاتارينا زافاتسكا 6–4، 7–6(5–7)، [11–9]                                            | Lina Gjorcheska · إيرينا خروماتشيفا                                                                 | ديا هردجلاش Petra Marčinko                   | تينا لوكاس · Antonia Ružić · كاتارينا زافاتسكا · إيرينا شيمانوفيتش           |
| 25 أبريل | Edge Istanbul إسطنبول، تركيا ملعب ترابي W60 Singles – Doubles                                             | ديانا شنايدر · 7–5، 7–5                                                                             | نيكولا بارتونكوفا                                                                                   | مايا شوالينسكا سوزان لامينز                  | أليونا بولسوفا يساليني بونافنتور ماي هونتاما ميهايلا بوزارنيسكو              |
| 25 أبريل | Edge Istanbul إسطنبول، تركيا ملعب ترابي W60 Singles – Doubles                                             | مايا شوالينسكا جيسيكا ماليتشكووا 2–6، 6–4، [10–7]                                                   | بيرفو جنكيز · أناستاسيا تيخونوفا                                                                    | مايا شوالينسكا سوزان لامينز                  | أليونا بولسوفا يساليني بونافنتور ماي هونتاما ميهايلا بوزارنيسكو              |
| 25 أبريل | القاهرة، مصر ملعب ترابي W25 قرعة المباريات الفردية والزوجية                                               | أناستاسيا زولوتاريفا · 7–6(7–5)، 7–6(7–4)                                                           | سيلينا جانيسييفيتش                                                                                  | أوسياني بابل فيرونيكا فالكوسكا               | لافينيا تاناسي بريانا سابو سينيا كراوس فالنتيني جراماتيكوبولو                |
| 25 أبريل | القاهرة، مصر ملعب ترابي W25 قرعة المباريات الفردية والزوجية                                               | أوسياني بابل فيرونيكا فالكوسكا 6–4، 6–1                                                             | كايسا هينيمان · ماريا تكاشيفا                                                                       | أوسياني بابل فيرونيكا فالكوسكا               | لافينيا تاناسي بريانا سابو سينيا كراوس فالنتيني جراماتيكوبولو                |
| 25 أبريل | سانتا مارغريتا دي بولا، إيطاليا ملعب ترابي W25 قرعة المباريات الفردية والزوجية                            | أرانتشا روس 6–4، 6–4                                                                                | ماري بينوا                                                                                          | يلينا إن-ألبون سارة بييليك                   | فيديريكا بيلاردو ستيفانيا روبيني مارتينا دي جوزيبي نوريا برانكاتشيو          |
| 25 أبريل | سانتا مارغريتا دي بولا، إيطاليا ملعب ترابي W25 قرعة المباريات الفردية والزوجية                            | جوستينا ميكولسكيت نيكا راديسيك 4–6، 7–5، [10–7]                                                     | ليري روميرو جورماز أرانتشا روس                                                                      | يلينا إن-ألبون سارة بييليك                   | فيديريكا بيلاردو ستيفانيا روبيني مارتينا دي جوزيبي نوريا برانكاتشيو          |
| 25 أبريل | المنستير، تونس ملعب صلب W25 قرعة المباريات الفردية والزوجية                                               | نيجينا أبدوريموفا 3–6، 6–2، 6–2                                                                     | إيفون كافالي رييمرز                                                                                 | وانغ ميلينغ لو جياجينغ                       | Zhu Lin · بيج هوريجان · أديثيا كاروناراتني · ايكاترينا ياشينا                |
| 25 أبريل | المنستير، تونس ملعب صلب W25 قرعة المباريات الفردية والزوجية                                               | نيجينا أبدوريموفا هيروكو كواتا 6–1، 3–6، [12–10]                                                    | بيج هوريجان · فاليريا سافينيخ                                                                       | وانغ ميلينغ لو جياجينغ                       | Zhu Lin · بيج هوريجان · أديثيا كاروناراتني · ايكاترينا ياشينا                |
| 25 أبريل | ساو باولو، البرازيل ملعب ترابي W15 قرعة المباريات الفردية والزوجية                                        | مارتينا كابورو تابدوردا 6–1، 6–3                                                                    | نادين كيلر                                                                                          | نولييا زيبالوس رومينا كونو                   | تاييسا جرانا بيدريتي نيكولا دوبنيروفا جيد بورني ساباستياني ليون              |
| 25 أبريل | ساو باولو، البرازيل ملعب ترابي W15 قرعة المباريات الفردية والزوجية                                        | مارتينا كابورو تابدوردا فيرناندا لابرانا 6–2، 6–1                                                   | فيرناندا أستيتي ماريان غوميز بيثويلا كانو                                                           | نولييا زيبالوس رومينا كونو                   | تاييسا جرانا بيدريتي نيكولا دوبنيروفا جيد بورني ساباستياني ليون              |
| 25 أبريل | شيمكنت، كازاخستان ملعب ترابي W15 قرعة المباريات الفردية والزوجية                                          | تاتيانا باركوفا · 6–2، 6–4                                                                          | جيبيك كولامبايفا                                                                                    | أناستاسيا سوخوتينا · ستيفاني فيسشر           | بولينا ياتسينكو · داريا شاوها · إيكاترينا مكلاكوفا · داريا خوموتسيانسكايا    |
| 25 أبريل | شيمكنت، كازاخستان ملعب ترابي W15 قرعة المباريات الفردية والزوجية                                          | جيبيك كولامبايفا ستيفاني فيسشر 7–6(7–4)، 6–1                                                        | جانيل راستيموفا أروجان ساكانديكوفا                                                                  | أناستاسيا سوخوتينا · ستيفاني فيسشر           | بولينا ياتسينكو · داريا شاوها · إيكاترينا مكلاكوفا · داريا خوموتسيانسكايا    |
| 25 أبريل | تشيانغ راي، تايلاند ملعب صلب W15 قرعة المباريات الفردية والزوجية                                          | ما ييكين 6–4، 6–1                                                                                   | هارونا أراكاوا                                                                                      | باتشارين شيابشاندج لانلانا تارارودي          | شون فانجينغ بونين كوفابيتوكتد ميتشيكا أوزيكي وو هو-تشينغ                     |
| 25 أبريل | تشيانغ راي، تايلاند ملعب صلب W15 قرعة المباريات الفردية والزوجية                                          | جاو شينيو شون فانجينغ 6–3، 7–6(7–4)                                                                 | ماجي نج وو هو-تشينغ                                                                                 | باتشارين شيابشاندج لانلانا تارارودي          | شون فانجينغ بونين كوفابيتوكتد ميتشيكا أوزيكي وو هو-تشينغ                     |
| 25 أبريل | أنطاليا، تركيا ملعب ترابي W15 قرعة المباريات الفردية والزوجية                                             | كسينيا لاسكوتوفا · 6–3، 2–6، 6–4                                                                    | إينيس مورتا                                                                                         | جوليا ميدندورف ميو كاتو                      | ميريل هودت · لارا شميت · يانا كاربوفويتش · ميا كوبريس                        |
| 25 أبريل | أنطاليا، تركيا ملعب ترابي W15 قرعة المباريات الفردية والزوجية                                             | كسينيا لاسكوتوفا · ميساكي ماتسودا · 7–5، 6–4                                                        | رينا سايغو يوكاينا سايغو                                                                            | جوليا ميدندورف ميو كاتو                      | ميريل هودت · لارا شميت · يانا كاربوفويتش · ميا كوبريس                        |

### مايو
| الأسبوع | البطولة | الفائزات                                                      | الوصيفات                                      | المتأهلات لنصف النهائي                         | المتأهلات لربع النهائي                                                                   |
| ------- | --- | ------------------------------------------------------------- | --------------------------------------------- | ---------------------------------------------- | ---------------------------------------------------------------------------------------- |
| مايو 2  | Wiesbaden Tennis Open فيسبادن، ألمانيا ملعب ترابي W100 Singles – Doubles                                        | دانكا كوفينتش 6–3، 7–6(7–0)                                   | ناستازيا شونك                                 | جوستينا ميكولسكيت جولي نيمير                   | سينجا كراوس · إيفا ليس · أوكسانا سيليخميتيفا · ريبيكا بيترسون                            |
| مايو 2  | Wiesbaden Tennis Open فيسبادن، ألمانيا ملعب ترابي W100 Singles – Doubles                                        | أمينة أنشبا · بانا أودفاردي · 6–2، 6–4                        | أندريا غاميز إيفا فيدر                        | جوستينا ميكولسكيت جولي نيمير                   | سينجا كراوس · إيفا ليس · أوكسانا سيليخميتيفا · ريبيكا بيترسون                            |
| مايو 2  | FineMark Women's Pro Tennis Championship بونيتا سبرنغز، الولايات المتحدة ملعب ترابي W100 Singles – Doubles      | غابرييلا لي 6–1، 6–3                                          | كاتارزينا كاوا                                | كايتي فولينيتس وانغ شي يو                      | إرينا براء ألكسندرا كادانتو كايلا داي غابرييلا سي                                        |
| مايو 2  | FineMark Women's Pro Tennis Championship بونيتا سبرنغز، الولايات المتحدة ملعب ترابي W100 Singles – Doubles      | تيميا بابوش ناو هيبينو 6–4، 3–6، [10–7]                       | أولجا جوفورتسوفا · كاتارزينا كاوا             | كايتي فولينيتس وانغ شي يو                      | إرينا براء ألكسندرا كادانتو كايلا داي غابرييلا سي                                        |
| مايو 2  | I.ČLTK Prague Open براغ، جمهورية التشيك ملعب ترابي W60 Singles – Doubles                                        | مايا شوالينسكا 7–5، 6–3                                       | إيكاترين جورجودزي                             | فيرنندا كونتيراس ميريام كولودجيجوفا            | ليزيت كابريرا أندريا بريزوكاريو بربرا غاتيكا ريكا لوكا جاني                              |
| مايو 2  | I.ČLTK Prague Open براغ، جمهورية التشيك ملعب ترابي W60 Singles – Doubles                                        | بربرا غاتيكا ريبيكا بيرييرا 6–4، 6–2                          | ميريام كولودجيجوفا جيسيكا ماليتشكوفا          | فيرنندا كونتيراس ميريام كولودجيجوفا            | ليزيت كابريرا أندريا بريزوكاريو بربرا غاتيكا ريكا لوكا جاني                              |
| مايو 2  | كوبر أوبن كوبر (سلوفينيا)، سلوفينيا ملعب ترابي W60 مباريات فردية – زوجية                                        | كاثينكا فون ديكمان 3–6، 6–3، 6–2                              | أندريا لازارو غارسيا                          | يساليني بونافنتور جوليا غرابر                  | كلوي باكيوت أولغا دانيلوفيتش جوان تزاجر سادا ناهيمانا                                    |
| مايو 2  | كوبر أوبن كوبر (سلوفينيا)، سلوفينيا ملعب ترابي W60 مباريات فردية – زوجية                                        | زينيا كنول سامانثا موراي (تنس) 6–3، 6–2                       | كوني بيرين جوان تزاجر                         | يساليني بونافنتور جوليا غرابر                  | كلوي باكيوت أولغا دانيلوفيتش جوان تزاجر سادا ناهيمانا                                    |
| مايو 2  | سبليت، كرواتيا ملعب ترابي W25 قرعة المباريات الفردية والزوجية                                                   | أنستاسيا كوليكوفا 7–6(7–4)، 6–1                               | يوكي نايتو                                    | تينا لوكاس كاثرينا هوبغارسكي                   | فيكتوريا كوزموفا لوتسيا سيرتش باغاريتش باربارا هاس تارا ورت                              |
| مايو 2  | سبليت، كرواتيا ملعب ترابي W25 قرعة المباريات الفردية والزوجية                                                   | ليا بوشكوفيتش فيرونيكا إرجافيتش 4–6، 6–1، [10–2]              | مانا كوامورا فوونا كوزاكي                     | تينا لوكاس كاثرينا هوبغارسكي                   | فيكتوريا كوزموفا لوتسيا سيرتش باغاريتش باربارا هاس تارا ورت                              |
| مايو 2  | سانتا مارغريتا دي بولا، إيطاليا ملعب ترابي W25 قرعة المباريات الفردية والزوجية                                  | سارا بيجليك 7–6(7–4)، 6–1                                     | فيرونيكا فالكوفسكا                            | كاميلا روساتييلو · ماريا بوندارينكو            | فيكتوريا كان · إميلي سيبولد · أنجيليكا موراتيللي · فرانسيسكا خورخي                       |
| مايو 2  | سانتا مارغريتا دي بولا، إيطاليا ملعب ترابي W25 قرعة المباريات الفردية والزوجية                                  | أنجيليكا موراتيللي كاميلا روساتييلو 6–4، 7–5                  | فرانسيسكا خورخي ماتيلد خورخي                  | كاميلا روساتييلو · ماريا بوندارينكو            | فيكتوريا كان · إميلي سيبولد · أنجيليكا موراتيللي · فرانسيسكا خورخي                       |
| مايو 2  | توسا دي مار، إسبانيا ملعب عشبي W25+H قرعة المباريات الفردية والزوجية                                            | روزا فيسينس ماس 7–5، 6–3                                      | إيزابيلا كروجر                                | إيوانا لوريدانا روسكا بيمرا أوزجن              | مارينا باسلز ريبارا مي ياماغوتشي جيني درست جوليا جاتو مونتيكوني                          |
| مايو 2  | توسا دي مار، إسبانيا ملعب عشبي W25+H قرعة المباريات الفردية والزوجية                                            | مارينا باسولس رييرا إيوانا لوريدانا روسكا 7–5، 6–0            | إيفون كافالي ريميرس سيليا سيرفينو رويز        | إيوانا لوريدانا روسكا بيمرا أوزجن              | مارينا باسلز ريبارا مي ياماغوتشي جيني درست جوليا جاتو مونتيكوني                          |
| مايو 2  | باشتاد، السويد ملعب ترابي W25 قرعة المباريات الفردية والزوجية                                                   | إيبك أوز 6–3، 6–1                                             | إيرينا خروماتشيفا                             | ميساكي ماتسودا كايجسا هينيمان                  | ماري بينوا أناستاسيا سوبوليفا مالينا هيلجو فاني أوستلوند                                 |
| مايو 2  | باشتاد، السويد ملعب ترابي W25 قرعة المباريات الفردية والزوجية                                                   | منى بارثل كايجسا هينيمان 6–1، 6–4                             | جولي بيلجرافر فاني أوستلوند                   | ميساكي ماتسودا كايجسا هينيمان                  | ماري بينوا أناستاسيا سوبوليفا مالينا هيلجو فاني أوستلوند                                 |
| مايو 2  | المنستير، تونس ملعب صلب W25 قرعة المباريات الفردية والزوجية                                                     | أدثيا كارونارتني 6–3، 6–3                                     | ساكورا هوسوغي                                 | نيجينا أبدوريموفا أولغا هيلمي                  | ساندرا سمير · أيومي كوشيشي · بولينا كوديرميتوفا · كيمبرلي بيريل                          |
| مايو 2  | المنستير، تونس ملعب صلب W25 قرعة المباريات الفردية والزوجية                                                     | ليو فانجزو إريكا سما 6–3، 6–2                                 | نيجينا أبدوريموفا · ألكسندرا بوسبيلوفا        | نيجينا أبدوريموفا أولغا هيلمي                  | ساندرا سمير · أيومي كوشيشي · بولينا كوديرميتوفا · كيمبرلي بيريل                          |
| مايو 2  | نوتنغهام، المملكة المتحدة ملعب صلب W25 قرعة المباريات الفردية والزوجية                                          | سوناي كارتال 6–1، 6–0                                         | دانييل لاو                                    | فاني ستولار يوديس تشونغ                        | أليس روب إيدن سيلفا كاتارينا ستيشنوكوفا جوانا غارلاند                                    |
| مايو 2  | نوتنغهام، المملكة المتحدة ملعب صلب W25 قرعة المباريات الفردية والزوجية                                          | مانا آيوكاوا ألانا بارنابي 7–5، 6–4                           | يوديس تشونغ كودي وونغ                         | فاني ستولار يوديس تشونغ                        | أليس روب إيدن سيلفا كاتارينا ستيشنوكوفا جوانا غارلاند                                    |
| مايو 2  | دايتونا بيتش، الولايات المتحدة ملعب ترابي W25 قرعة المباريات الفردية والزوجية                                   | كاترينا سكوت 6–2، 6–4                                         | ريس برانتماير                                 | أليكسا غراهام فرانسواز أبندا                   | إلفينا كالييفا ماريا خوسيه بورتيو راميريز سينا هيرمان إلينا يو                           |
| مايو 2  | دايتونا بيتش، الولايات المتحدة ملعب ترابي W25 قرعة المباريات الفردية والزوجية                                   | هسيه شو يينغ هسو تشيه يو 7–5، 6–0                             | تشيلسي فونتينيل هينا إنوي                     | أليكسا غراهام فرانسواز أبندا                   | إلفينا كالييفا ماريا خوسيه بورتيو راميريز سينا هيرمان إلينا يو                           |
| مايو 2  | كوريتيبا، البرازيل ملعب ترابي W15 قرعة المباريات الفردية والزوجية                                               | بيانكا بيهولوفا 6–4، 7–6(7–2)                                 | مارتينا كابورو تابوردا                        | فيرناندا أستيت نادين كيلر                      | سباستياني ليون نويليا زيبالوس سوزان دولدان رومينا كونيو                                  |
| مايو 2  | كوريتيبا، البرازيل ملعب ترابي W15 قرعة المباريات الفردية والزوجية                                               | مارتينا كابورو تابوردا فيرناندا لابرانيا 6–1، 6–4             | آنا فيليبا سانتوس نويليا زيبالوس              | فيرناندا أستيت نادين كيلر                      | سباستياني ليون نويليا زيبالوس سوزان دولدان رومينا كونيو                                  |
| مايو 2  | القاهرة، مصر ملعب ترابي W15 قرعة المباريات الفردية والزوجية                                                     | يانغ يا-يي 6–3، 6–3                                           | ميلاني كلافنير                                | أناستاسيا زولوتاريفا · غيرغانا توبالوفا        | ياسمين عزت ديمي تران أوسيان بابل دينيلافا غلشكوڤا                                        |
| مايو 2  | القاهرة، مصر ملعب ترابي W15 قرعة المباريات الفردية والزوجية                                                     | ميلاني كلافنير · أناستاسيا زولوتاريفا · 6–1، 7–5              | أوسيان بابل نوا لياو فونغ                     | أناستاسيا زولوتاريفا · غيرغانا توبالوفا        | ياسمين عزت ديمي تران أوسيان بابل دينيلافا غلشكوڤا                                        |
| مايو 2  | أنطاليا، تركيا ملعب ترابي W15 قرعة المباريات الفردية والزوجية                                                   | رينا سايجو 6–3، 6–0                                           | داريا لوديكوفا                                | ميريل هودت كيارا توماسيني                      | ديانا ديميدوفا · إيلاي يوروك · ديا إفتيموفا · كيلا كروس                                  |
| مايو 2  | أنطاليا، تركيا ملعب ترابي W15 قرعة المباريات الفردية والزوجية                                                   | ديا إفتيموفا إينيس مورتا 6–0، 6–2                             | رينا سايجو يوكينا سايجو                       | ميريل هودت كيارا توماسيني                      | ديانا ديميدوفا · إيلاي يوروك · ديا إفتيموفا · كيلا كروس                                  |
| 9 مايو  | Torneig Internacional de Tennis Femení Solgironès لا بيسبال ديل أمبوردان، إسبانيا ملعب ترابي W100+H فردي – زوجي | وانغ شينيو 3–6، 7–6(7–0)، 6–0                                 | إريكا أندرييفا                                | آسيا محمد فيكتوريا خيمينيز كاسينتسيفا          | ريناتا زارازوا ريبيكا ماساروفا مارينا باسولز ريبيرا دانييلا فيسماني                      |
| 9 مايو  | Torneig Internacional de Tennis Femení Solgironès لا بيسبال ديل أمبوردان، إسبانيا ملعب ترابي W100+H فردي – زوجي | فيكتوريا خيمينيز كاسينتسيفا ريناتا زارازوا 6–4، 2–6، [10–8]   | أليشيا بارنيت أوليفيا نيكولز                  | آسيا محمد فيكتوريا خيمينيز كاسينتسيفا          | ريناتا زارازوا ريبيكا ماساروفا مارينا باسولز ريبيرا دانييلا فيسماني                      |
| 9 مايو  | Open Saint-Gaudens Occitanie سان جودان، فرنسا ملعب ترابي W60 فردي – زوجي                                        | ييلينا إن-ألبون 4–6، 6–4، 6–3                                 | كارولينا ألفيس                                | داريا سنيغور سيمونا والتيرت                    | كارول مونيت · يوليا هاتوكــا · أسترا شارما · يوكي نايتو                                  |
| 9 مايو  | Open Saint-Gaudens Occitanie سان جودان، فرنسا ملعب ترابي W60 فردي – زوجي                                        | فيرناندا كونتريراس لولو صن 7–5، 6–2                           | فالنتيني جراماتيكوبولو · أناستاسيا تيخونوفا   | داريا سنيغور سيمونا والتيرت                    | كارول مونيت · يوليا هاتوكــا · أسترا شارما · يوكي نايتو                                  |
| 9 مايو  | أوسييك، كرواتيا ملعب ترابي W25 قرعة المباريات الفردية والزوجية                                                  | دومينيكا سالكوفا 6–1، 6–2                                     | أنتونيا روزيتش                                | جيسي آني تينا لوكاس                            | فيرونيكا إريافيتش ماريانا دارازيتش لولا راديفوييفيتش بويانا كلينكوف                      |
| 9 مايو  | أوسييك، كرواتيا ملعب ترابي W25 قرعة المباريات الفردية والزوجية                                                  | مانا كاوامورا فونا كوزاكي 6–3، 2–6، [10–8]                    | جيسي آني إنجريد جامارا مارتينز                | جيسي آني تينا لوكاس                            | فيرونيكا إريافيتش ماريانا دارازيتش لولا راديفوييفيتش بويانا كلينكوف                      |
| 9 مايو  | سانتا مارغريتا دي بولا، إيطاليا ملعب ترابي W25 قرعة المباريات الفردية والزوجية                                  | داريا سيمينيستايا 6–4، 4–6، 6–1                               | إيرينا خروماتشيفا                             | ديبورا كيزا لوسي نغوين تان                     | أنجيلا فيتا بولودا فرانسيسكا خورخي ماتيلد خورخي يوليانا ليزارازو                         |
| 9 مايو  | سانتا مارغريتا دي بولا، إيطاليا ملعب ترابي W25 قرعة المباريات الفردية والزوجية                                  | فرانسيسكا خورخي ماتيلد خورخي 7–5، 0–6، [11–9]                 | مارتينا كولمينا ليزا بيجاتو                   | ديبورا كيزا لوسي نغوين تان                     | أنجيلا فيتا بولودا فرانسيسكا خورخي ماتيلد خورخي يوليانا ليزارازو                         |
| 9 مايو  | فاربيرغ، السويد ملعب ترابي W25 قرعة المباريات الفردية والزوجية                                                  | صوفيا سامافاتي 1–6، 6–1، 6–4                                  | مالين هلغو                                    | آنا سيشكوفا كاميللا بارتوني                    | يانا مورديرغر · كايجسا هينيمان · إيكاترينا ماكاروفا · منى بارثل                          |
| 9 مايو  | فاربيرغ، السويد ملعب ترابي W25 قرعة المباريات الفردية والزوجية                                                  | جاكلين كاباج أواد كايجسا هينيمان 6–1، 6–3                     | جون بيورك جولييتا سانر                        | آنا سيشكوفا كاميللا بارتوني                    | يانا مورديرغر · كايجسا هينيمان · إيكاترينا ماكاروفا · منى بارثل                          |
| 9 مايو  | نوتنغهام، المملكة المتحدة ملعب صلب W25 قرعة المباريات الفردية والزوجية                                          | سوناى كارتال 6–3، 6–1                                         | جوانا جارلاند                                 | إيدن سيلفا فيكتوريا مورفايوا                   | روبين مونتغمري كيمبرلي بيريل أليس روب لو جياجينغ                                         |
| 9 مايو  | نوتنغهام، المملكة المتحدة ملعب صلب W25 قرعة المباريات الفردية والزوجية                                          | نايكثا بينز مايا لامسدن 3–6، 7–6(8–6)، [11–9]                 | كيمبرلي بيريل ألكساندرا أوزبورن               | إيدن سيلفا فيكتوريا مورفايوا                   | روبين مونتغمري كيمبرلي بيريل أليس روب لو جياجينغ                                         |
| 9 مايو  | ساراسوتا، الولايات المتحدة ملعب ترابي W25 قرعة المباريات الفردية والزوجية                                       | إليزابيث هالباور 7–5، 6–2                                     | آشلين كروغر                                   | ماريا لورديس كارلي سامانثا كراوفورد            | ماريا خوسيه بورتيو راميريز صوفي تشانغ سابين ليزيكي كينيدي شافير                          |
| 9 مايو  | ساراسوتا، الولايات المتحدة ملعب ترابي W25 قرعة المباريات الفردية والزوجية                                       | ما ييكسين أكفيل باراجينسكيت 6–2، 7–5                          | هسيه شو يينغ هسو تشيه يو                      | ماريا لورديس كارلي سامانثا كراوفورد            | ماريا خوسيه بورتيو راميريز صوفي تشانغ سابين ليزيكي كينيدي شافير                          |
| 9 مايو  | ساو باولو، البرازيل ملعب ترابي W15 قرعة المباريات الفردية والزوجية                                              | مارتينا كابوررو تابوردا 2–6، 6–3، 6–0                         | نويليا زيبالوس                                | نادين كيلير فرناندا أستيتي                     | رومينا كونيو جوليا كونيسي كامارغو سيلفا تيزيانا روسيني فرناندا لابرانا                   |
| 9 مايو  | ساو باولو، البرازيل ملعب ترابي W15 قرعة المباريات الفردية والزوجية                                              | مارتينا كابوررو تابوردا فرناندا لابرانا 7–6(7–1)، 3–6، [10–7] | رومينا كونيو نويليا زيبالوس                   | نادين كيلير فرناندا أستيتي                     | رومينا كونيو جوليا كونيسي كامارغو سيلفا تيزيانا روسيني فرناندا لابرانا                   |
| 9 مايو  | القاهرة، مصر ملعب ترابي W15 قرعة المباريات الفردية والزوجية                                                     | نوما نوها أكوجو 6–1، 6–1                                      | يانغ يا-يي                                    | ماتيلدي مارياني فلادلينا بوكوفا                | ديليتا تشيروبيني آني فانجيلوفا أوسيان بابل باربورا ماتوšوفا                              |
| 9 مايو  | القاهرة، مصر ملعب ترابي W15 قرعة المباريات الفردية والزوجية                                                     | ياسمين عزت نوا لياو أ فونغ 3–6، 6–3، [11–9]                   | نوما نوها أكوجو آني فانجيلوفا                 | ماتيلدي مارياني فلادلينا بوكوفا                | ديليتا تشيروبيني آني فانجيلوفا أوسيان بابل باربورا ماتوšوفا                              |
| 9 مايو  | كاندية، اليونان ملعب ترابي W15 قرعة المباريات الفردية والزوجية                                                  | تيلويث دي جيرولامي 6–1، 6–4                                   | ميكايلا لاكي                                  | إليني كريستوفي إلينكا أمارياي                  | فرانزيسكا سيديات رادكا زيلي نجدكوفا إستر ميري غابرييلا دا سيلفا-فيك                      |
| 9 مايو  | كاندية، اليونان ملعب ترابي W15 قرعة المباريات الفردية والزوجية                                                  | ميكايلا لاكي ديميترا بافلو 6–4، 7–6(7–3)                      | إيفانا سيبيستوفا فرانزيسكا سيديات             | إليني كريستوفي إلينكا أمارياي                  | فرانزيسكا سيديات رادكا زيلي نجدكوفا إستر ميري غابرييلا دا سيلفا-فيك                      |
| 9 مايو  | كانكون، المكسيك ملعب صلب W15 قرعة المباريات الفردية والزوجية                                                    | جيسيكا هينوجوسا جوميز 6–4، 6–4                                | راشيل جايليس                                  | كويتزالي فاسكيز مونتسينوس ماريا فرناندا نافارو | لوسي بيتروزيلوفا كيرستن-أندريا ويدون براندي ووكر ميليسا موراليس                          |
| 9 مايو  | كانكون، المكسيك ملعب صلب W15 قرعة المباريات الفردية والزوجية                                                    | ساكي إيماورا تساو تشيا-يي 6–3، 6–1                            | ميليسا موراليس كيرستن-أندريا ويدون            | كويتزالي فاسكيز مونتسينوس ماريا فرناندا نافارو | لوسي بيتروزيلوفا كيرستن-أندريا ويدون براندي ووكر ميليسا موراليس                          |
| 9 مايو  | منستير، تونس ملعب صلب W15 قرعة المباريات الفردية والزوجية                                                       | ليو فانجزو 6–4، 7–5                                           | أيومي كوشيشي                                  | ألكساندرا بوسبيلوفا · يانغ ييدي                | ياو شينشين شيراز بشري تشهيرو تاكاياما وي سيجيا                                           |
| 9 مايو  | منستير، تونس ملعب صلب W15 قرعة المباريات الفردية والزوجية                                                       | كريستينا باسكاوسكاس وي سيجيا 6–3، 7–6(7–4)                    | ليو فانجزو وانغ ميلينغ                        | ألكساندرا بوسبيلوفا · يانغ ييدي                | ياو شينشين شيراز بشري تشهيرو تاكاياما وي سيجيا                                           |
| 9 مايو  | أنطاليا، تركيا ملعب ترابي W15 قرعة المباريات الفردية والزوجية                                                   | يانا كاربوفيتش · 6–2، 6–4                                     | فاليريا يوشينكو                               | جوليا كاربونارو · داريا لوديكوفا               | جيانفرا بارنتيني فاليغا مونتيبرونو · تشيلسي فانهوت · إفيالينا لاسكيفيش · أنستاسيا جيلينا |
| 9 مايو  | أنطاليا، تركيا ملعب ترابي W15 قرعة المباريات الفردية والزوجية                                                   | يانا كاربوفيتش · داريا لوديكوفا · 7–5، 6–7(2–7)، [10–8]       | إفيالينا لاسكيفيش · إيزابيل بيرسون            | جوليا كاربونارو · داريا لوديكوفا               | جيانفرا بارنتيني فاليغا مونتيبرونو · تشيلسي فانهوت · إفيالينا لاسكيفيش · أنستاسيا جيلينا |
| 16 مايو | Trofeo BMW Cup روما، إيطاليا ملعب ترابي W60 فردي – زوجي                                                         | تينا لوكاس 6–1، 6–4                                           | باربارا غاتيكا                                | داريا أستاخوفا · ديبورا كيياسا                 | تيميا بابوش · إيرينا خروماتشيفا · دانييلا سيغيل · كريستينا دينو                          |
|         | Trofeo BMW Cup روما، إيطاليا ملعب ترابي W60 فردي – زوجي                                                         | ماتيلدي باولتي ليزا بيجاتو 6–3، 7–6(7–9)                      | داريا أستاخوفا · دانييلا فيسمانه              | داريا أستاخوفا · ديبورا كيياسا                 | تيميا بابوش · إيرينا خروماتشيفا · دانييلا سيغيل · كريستينا دينو                          |
|         | Pelham Racquet Club Pro Classic Pelham، الولايات المتحدة ملعب ترابي W60 فردي – زوجي                             | ماريا لورديس كارلي 6–1، 6–1                                   | إلفينا كاليافا                                | أشلين كروجر إريكا أوستيرهاوت                   | كاترينا سكوت · كارولين لامبل · يانا كولودينسكا · هايلي جيافارا                           |
|         | Pelham Racquet Club Pro Classic Pelham، الولايات المتحدة ملعب ترابي W60 فردي – زوجي                             | كارولين أنصاري أريانا آرسينو 7–5، 6–1                         | ريس برانتماير إلفينا كاليافا                  | أشلين كروجر إريكا أوستيرهاوت                   | كاترينا سكوت · كارولين لامبل · يانا كولودينسكا · هايلي جيافارا                           |
|         | Warmbad-Villach، النمسا ملعب ترابي W25 قرعة المباريات الفردية والزوجية                                          | سينجا كراوس 7–5، 3–6، 6–4                                     | فيرونيكا فالكوسكا                             | ميساكي ماتسودا ليا بوشكوفيتش                   | ميهارو إيمانيشي · نيكا راديشيتش · دليلا ياكوبوفيتش · فيكتوريا كان                        |
|         | Warmbad-Villach، النمسا ملعب ترابي W25 قرعة المباريات الفردية والزوجية                                          | ليا بوشكوفيتش فيرونيكا إريافيتش 3–6، 6–3، [11–9]              | ميهارو إيمانيشي كاناكو موريساكي               | ميساكي ماتسودا ليا بوشكوفيتش                   | ميهارو إيمانيشي · نيكا راديشيتش · دليلا ياكوبوفيتش · فيكتوريا كان                        |
|         | Akko، إسرائيل ملعب صلب W25 قرعة المباريات الفردية والزوجية                                                      | هارونا أراكاوا 6–4، 6–2                                       | إلينا-تيودورا كادار                           | نيكول كيرين كيوكا أوكامورا                     | نيكول ناديل أوليفيا تجاندراموليا فيكتوريا مورفايوفا رينا سايغو                           |
|         | Akko، إسرائيل ملعب صلب W25 قرعة المباريات الفردية والزوجية                                                      | نيكول كيرين شافيت كيمتشي 5–7، 5–7، [8–10]                     | هارونا أراكاوا ناتسوهو أراكاوا                | نيكول كيرين كيوكا أوكامورا                     | نيكول ناديل أوليفيا تجاندراموليا فيكتوريا مورفايوفا رينا سايغو                           |
|         | مونتيمور نوفو، البرتغال ملعب صلب W25 قرعة المباريات الفردية والزوجية                                            | أليس روب 1–6، 2–6                                             | بيمرا أوزجن                                   | سارة بيث غري فرانسيسكا خورخي                   | صوفيا ميلاتوفا إينيس مورتا كاثلين كانيف ساكورا هوسوغاي                                   |
|         | مونتيمور نوفو، البرتغال ملعب صلب W25 قرعة المباريات الفردية والزوجية                                            | فرانسيسكا خورخي ماتيلدي خورخي 3–6، 4–6                        | ألانا بارنابي برارثانا ثومباري                | سارة بيث غري فرانسيسكا خورخي                   | صوفيا ميلاتوفا إينيس مورتا كاثلين كانيف ساكورا هوسوغاي                                   |
|         | بلاتيا دارو، إسبانيا ملعب ترابي W25 قرعة المباريات الفردية والزوجية                                             | غوايمار مارستاني 7–6(2–7)، 4–6                                | جيسيكا بوزاس مانييرو                          | أماندا كاريراس ستيفاني فاغنر                   | فاليريا ستراخوفا مارينا باسولس رييرا أنجيلا فيتا بولودا أيوانا لوريدانا روسكا            |
|         | بلاتيا دارو، إسبانيا ملعب ترابي W25 قرعة المباريات الفردية والزوجية                                             | أنجيلا فيتا بولودا أندريا غاميز 4–6، 6–3، [3–10]              | إيزابيل هافيرلاج فاليريا ستراخوفا             | أماندا كاريراس ستيفاني فاغنر                   | فاليريا ستراخوفا مارينا باسولس رييرا أنجيلا فيتا بولودا أيوانا لوريدانا روسكا            |
|         | نابولي، الولايات المتحدة ملعب ترابي W25 قرعة المباريات الفردية والزوجية                                         | كايلا داي 1–6، 1–6                                            | آنا صوفيا سانشيز                              | هينا إينو إليزابيث هلباور                      | سونيا ماكافي هوريكان تايرا بلاك أليكسيز بلوكينا هيمينو ساكاتسومي                         |
|         | نابولي، الولايات المتحدة ملعب ترابي W25 قرعة المباريات الفردية والزوجية                                         | آنا روجرز كريستينا روسكا 1–6، 4–6                             | رشيدة ماكادو آنا صوفيا سانشيز                 | هينا إينو إليزابيث هلباور                      | سونيا ماكافي هوريكان تايرا بلاك أليكسيز بلوكينا هيمينو ساكاتسومي                         |
|         | وهران، الجزائر ملعب ترابي W15 قرعة المباريات الفردية والزوجية                                                   | إيناس إيبو 4–6، 2–6                                           | ليكسي ستيفنز                                  | لويزا ماير أوف دير هيدي إيلا بلاتينيكوفا       | ليندا بن قدور سمريتي بهسين لويز برونسكوغ فيكتوريا فيليفا                                 |
|         | وهران، الجزائر ملعب ترابي W15 قرعة المباريات الفردية والزوجية                                                   | لويزا ماير أوف دير هايدي ليكسي ستيفنز 0–6، 1–6                | إلينا جمشيدي ديفاين داسام نواكي               | لويزا ماير أوف دير هيدي إيلا بلاتينيكوفا       | ليندا بن قدور سمريتي بهسين لويز برونسكوغ فيكتوريا فيليفا                                 |
|         | هيراكليون، اليونان ملعب ترابي W15 قرعة المباريات الفردية والزوجية                                               | لولا راديفوجيفيتش 6–3، 6–3                                    | مارثا ماتولا                                  | ديميترا بافلو شانتال سوفانت                    | ميكايل لاكي جوليانا بيستيتي إيفانا شبيستوفا غابرييلا دا سيلفا-فيك                        |
|         | هيراكليون، اليونان ملعب ترابي W15 قرعة المباريات الفردية والزوجية                                               | ميكايل لاكي لولا راديفوجيفيتش 6–1، 4–6، [10–8]                | غابرييلا دا سيلفا-فيك ستيفاني فيشر            | ديميترا بافلو شانتال سوفانت                    | ميكايل لاكي جوليانا بيستيتي إيفانا شبيستوفا غابرييلا دا سيلفا-فيك                        |
|         | كانكون، المكسيك ملعب صلب W15 قرعة المباريات الفردية والزوجية                                                    | داشا إيفانوفا 0–6، 6–3، 6–4                                   | وو هو-تشينغ                                   | كاترينا كوزاروف رايتشل جايلس                   | ماجي نغ آن كريستين لوتمير أوبريغون براندي ووكر كيلي ويليفورد                             |
|         | كانكون، المكسيك ملعب صلب W15 قرعة المباريات الفردية والزوجية                                                    | ساكي إيمامورا ميهو كوراموتشي 3–6، 6–3، [10–8]                 | كارين بيير-لويس كيلي ويليفورد                 | كاترينا كوزاروف رايتشل جايلس                   | ماجي نغ آن كريستين لوتمير أوبريغون براندي ووكر كيلي ويليفورد                             |
|         | المنستير، تونس ملعب صلب W15 قرعة المباريات الفردية والزوجية                                                     | أيومي موريتا 7–6(7–4)، 7–5                                    | ياو شينشين                                    | ياسمين منصوري أيومي كوشيشى                     | فيولا توريني · آنا أوكولوفا · يانغ ييدي · أنيا ويلدغروبر                                 |
|         | المنستير، تونس ملعب صلب W15 قرعة المباريات الفردية والزوجية                                                     | وي سيتجيا ياو شينشين 6–1، 6–1                                 | مي هاسغاوا تشيهيرو تاكاايا                    | ياسمين منصوري أيومي كوشيشى                     | فيولا توريني · آنا أوكولوفا · يانغ ييدي · أنيا ويلدغروبر                                 |
|         | أنطاليا، تركيا ملعب ترابي W15 قرعة المباريات الفردية والزوجية                                                   | داريا لوديكوفا · 6–2، 6–4                                     | فاليريا يوششينكو                              | جوليا كاربونارو لو جينغجينغ                    | تيميا جاروشكوفا آنا لانتيجوا دي لا نوز إيلاي يورك مارتينا كولميجنا                       |
|         | أنطاليا، تركيا ملعب ترابي W15 قرعة المباريات الفردية والزوجية                                                   | مارتينا كولميجنا ديا إفتيموفا 6–2، 3–6، [10–8]                | دوغا توركمان ميليس أيدا أوير                  | جوليا كاربونارو لو جينغجينغ                    | تيميا جاروشكوفا آنا لانتيجوا دي لا نوز إيلاي يورك مارتينا كولميجنا                       |
| 23 مايو | rowspan="2" \|بطولة تشيتا دي غرادو للتنس غرادو، إيطاليا ملعب ترابي W60 فردي – زوجي                              | إليزابيتا كوكسياريتو 6–2، 6–2                                 | يلينا إن-ألبون                                | ساره إيراني دليلا ياكوبوفيتش                   | مارسيلا زكرياس · باربارا هاس · سيمونا والترت · أنستازيا تيخونوفا                         |
| 23 مايو | ألونا فومينا · دليلا ياكوبوفيتش · 6–1، 6–4                                                                      | إوديس تشونغ ليانغ إن-شوو                                      |                                               | ساره إيراني دليلا ياكوبوفيتش                   | مارسيلا زكرياس · باربارا هاس · سيمونا والترت · أنستازيا تيخونوفا                         |
| 23 مايو | rowspan="2" \|حدث أورلاندو USTA Pro Circuit أورلاندو، الولايات المتحدة ملعب صلب W60 فردي – زوجي                 | روبن أندرسون 7–5، 6–4                                         | ساتشيا فيكري                                  | صوفي تشانغ كايلا داي                           | دانييل لاو ماريا ماتياس إيلي دوغلاس ماريا لورديس كارلي                                   |
| 23 مايو | rowspan="2" \|حدث أورلاندو USTA Pro Circuit أورلاندو، الولايات المتحدة ملعب صلب W60 فردي – زوجي                 | صوفي تشانغ أنجيلا كوليكوف 6–3، 2–6، [10–6]                    | هانا تشانغ إليزابيث ماندليك                   | صوفي تشانغ كايلا داي                           | دانييل لاو ماريا ماتياس إيلي دوغلاس ماريا لورديس كارلي                                   |
| 23 مايو | rowspan="2" \|تبليسي، جورجيا ملعب صلب W25 قرعة المباريات الفردية والزوجية                                       | آنا بروغان 6–3، 6–3                                           | كريستينا دميتروك                              | فيتاليا دياتشينكو · ليوني كونغ                 | أنستازيا زولوتاريفا · غوزال أنيتدينوفا · نفيسة بيربيروفيتش · فيرا لابكو                  |
| 23 مايو | rowspan="2" \|تبليسي، جورجيا ملعب صلب W25 قرعة المباريات الفردية والزوجية                                       | نفيسة بيربيروفيتش لو جياجينغ 6–2، 4–6، [10–7]                 | أرليندا روشتي تيس سوغنو                       | فيتاليا دياتشينكو · ليوني كونغ                 | أنستازيا زولوتاريفا · غوزال أنيتدينوفا · نفيسة بيربيروفيتش · فيرا لابكو                  |
| 23 مايو | rowspan="2" \|نتانيا، إسرائيل ملعب صلب W25 قرعة المباريات الفردية والزوجية                                      | بريسيلا هون 6–1، 6–3                                          | يانينا ويكماير                                | شافيت كيمشي إلينا-تيودورا كادار                | إميلي لينده · لينا غلوشكو · كيرا بافلوفا · جوانا غارلاند                                 |
| 23 مايو | rowspan="2" \|نتانيا، إسرائيل ملعب صلب W25 قرعة المباريات الفردية والزوجية                                      | هارونا أراكاوا ناتسوه أراكاوا 6–2، 6–4                        | إميلي لينده نيكول ناديل                       | شافيت كيمشي إلينا-تيودورا كادار                | إميلي لينده · لينا غلوشكو · كيرا بافلوفا · جوانا غارلاند                                 |
| 23 مايو | وهران، الجزائر ملعب ترابي W15 قرعة المباريات الفردية والزوجية                                                   | ليكسي ستيفنز 7–6(7–4)، انسحاب                                 | إيناس إيبو                                    | ليندا بن قادور · أغلایا فيدوروفا               | لويزا ماير أوف دير هايدي إيناس بكرار لويز برونسكوغ إلينا جامشيدي                         |
| 23 مايو | وهران، الجزائر ملعب ترابي W15 قرعة المباريات الفردية والزوجية                                                   | أميرة بن عائسة إيناس إيبو انسحاب                              | لويزا ماير أوف دير هايدي ليكسي ستيفنز         | ليندا بن قادور · أغلایا فيدوروفا               | لويزا ماير أوف دير هايدي إيناس بكرار لويز برونسكوغ إلينا جامشيدي                         |
| 23 مايو | آنينهايم، النمسا ملعب ترابي W15 قرعة المباريات الفردية والزوجية                                                 | سيلفيا أمبروسيو 6–1، 6–4                                      | فاليريا أوليانوفسكايا                         | ميتارو إيماشي تينا تسفيتكوفيتش                 | إنغريد فويتشيناكوفا · آنا زيريانوفا · فيديريكا روسي · أرينّا فاسيليسكو                    |
| 23 مايو | آنينهايم، النمسا ملعب ترابي W15 قرعة المباريات الفردية والزوجية                                                 | ميتارو إيماشي كاناكو موريساكي 6–2، 6–4                        | سيباستيانا سيتشيليبوطي إنغريد فويتشيناكوفا    | ميتارو إيماشي تينا تسفيتكوفيتش                 | إنغريد فويتشيناكوفا · آنا زيريانوفا · فيديريكا روسي · أرينّا فاسيليسكو                    |
| 23 مايو | هيراكليون، اليونان ملعب ترابي W15 قرعة المباريات الفردية والزوجية                                               | لولا راديفوييفيتش 6–0، 6–2                                    | ديميترا بافلو                                 | تيلويث دي جيرولامي غابرييلا دا سيلفا فيك       | نوليابوزو زانوتي إيفيتا دابكوتي سيمونا أوغيسكو إيلينا كوروكوزيدي                         |
| 23 مايو | هيراكليون، اليونان ملعب ترابي W15 قرعة المباريات الفردية والزوجية                                               | نوليابوزو زانوتي آني فانجيلوفا 3–6، 6–4، [10–4]               | إيلينا كوروكوزيدي إيلي لوجوثيتي               | تيلويث دي جيرولامي غابرييلا دا سيلفا فيك       | نوليابوزو زانوتي إيفيتا دابكوتي سيمونا أوغيسكو إيلينا كوروكوزيدي                         |
| 23 مايو | كانكون، المكسيك ملعب صلب W15 قرعة المباريات الفردية والزوجية                                                    | ستايسي فونغ 6–4، 7–5                                          | ساكي إيماورا                                  | كاترينا كوزاروف داشا إيفانوفا                  | Victoria Rodríguez ليا إيزابيل فرنانديز أوليفاريس وو هو-تشنغ جيسيكا هينوجوسا غوميز       |
| 23 مايو | كانكون، المكسيك ملعب صلب W15 قرعة المباريات الفردية والزوجية                                                    | صوفيا جرافير مالكيا نغونووي 6–2، 6–4                          | ستايسي فونغ داشا إيفانوفا                     | كاترينا كوزاروف داشا إيفانوفا                  | Victoria Rodríguez ليا إيزابيل فرنانديز أوليفاريس وو هو-تشنغ جيسيكا هينوجوسا غوميز       |
| 23 مايو | كرشكو، سلوفينيا ملعب ترابي W15 قرعة المباريات الفردية والزوجية                                                  | أنيتا كوتشموفا 7–5، 6–1                                       | كريستينا نوفاك                                | إنولا كييزا جيسي آني                           | زيفا فالكينر نادين كيلر ناتاليا سزابانين بويانا كلينكوف                                  |
| 23 مايو | كرشكو، سلوفينيا ملعب ترابي W15 قرعة المباريات الفردية والزوجية                                                  | أنيتا كوتشموفا مانكا بيسلاك 6–1، 6–2                          | فيكتوريا بورودولينا · ساشي كيمبستر            | إنولا كييزا جيسي آني                           | زيفا فالكينر نادين كيلر ناتاليا سزابانين بويانا كلينكوف                                  |
| 23 مايو | سانتا مارغاريتا دي مومبوي، إسبانيا ملعب صلب W15 قرعة المباريات الفردية والزوجية                                 | ناهيا بيريكوشيا 7–6(7–5)، 6–3                                 | أولغا باريس أزكويتا                           | فرانشيسكا كورمي كلو نويل                       | سيليا سيرفينو رويز ألبا ري غارسيا ميهالا جاكوفيتش لوسيا كورتيس لوركا                     |
| 23 مايو | سانتا مارغاريتا دي مومبوي، إسبانيا ملعب صلب W15 قرعة المباريات الفردية والزوجية                                 | شين جي-هو سيلين سيمونيو 7–6(7–3)، 6–3                         | فرانشيسكا كورمي ميهالا جاكوفيتش               | فرانشيسكا كورمي كلو نويل                       | سيليا سيرفينو رويز ألبا ري غارسيا ميهالا جاكوفيتش لوسيا كورتيس لوركا                     |
| 23 مايو | المنستير، تونس ملعب صلب W15 قرعة المباريات الفردية والزوجية                                                     | أيومي موريتا 7–5، 6–0                                         | ميلانا جابرايلوفا                             | جاسمين كونواي شيراز بشري                       | شون فانغ يينغ ياو شين شين هيلينا نارمونت وي سيجيا                                        |
| 23 مايو | المنستير، تونس ملعب صلب W15 قرعة المباريات الفردية والزوجية                                                     | وي سيجيا ياو شين شين 6–3، 6–3                                 | فاليريا كوسينكوفا · ميلانا جابرايلوفا         | جاسمين كونواي شيراز بشري                       | شون فانغ يينغ ياو شين شين هيلينا نارمونت وي سيجيا                                        |
| 23 مايو | أنطاليا، تركيا ملعب ترابي W15 قرعة المباريات الفردية والزوجية                                                   | تاتيانا باركوفا · 7–6(7–4)، 7–5                               | فيديريكا بيلاردو                              | فانيسا إرسوز مارتينا كولميغنا                  | كارلوتا مارتينيز سيريث · ديانا ديميدوفا · فيكتوريا بيتريكو · إيلاي يورك                  |
| 23 مايو | أنطاليا، تركيا ملعب ترابي W15 قرعة المباريات الفردية والزوجية                                                   | فيكتوريا بيتريكو دوغا ترمان 7–5، 6–7(3–7)، [14–12]            | أماريسا كيارا توث إيلاي يورك                  | فانيسا إرسوز مارتينا كولميغنا                  | كارلوتا مارتينيز سيريث · ديانا ديميدوفا · فيكتوريا بيتريكو · إيلاي يورك                  |
| 30 مايو | سوربيتون ترافي سوربيتون، المملكة المتحدة عشب W100 فردي - زوجي                                                   | أليسون فان يوتفانخ 7–6(3–7)، 6–2                              | أرينا روديونوفا                               | كوكو فانديواغ جودي بوراج                       | ماديسون برينجل تاتيانا ماريا ميهايلا بوزارنيسكو ناتاليا كوستيتش                          |
| 30 مايو | سوربيتون ترافي سوربيتون، المملكة المتحدة عشب W100 فردي - زوجي                                                   | إنجريد نيل روزالي فان دير هوك 6–3، 6–3                        | فرنندا كونتريراس كاثرين هاريسون               | كوكو فانديواغ جودي بوراج                       | ماديسون برينجل تاتيانا ماريا ميهايلا بوزارنيسكو ناتاليا كوستيتش                          |
| 30 مايو | إنترنازيونالي فيمنيلي دي بريشا بريشا، إيطاليا ملعب ترابي W60 فردي - زوجي                                        | أنجيلا فيتا بولودا 6–2، 6–0                                   | ديسبينا باباميتشايل                           | يوليانا ليزارازو آنا لينا فريدسام              | يلينا إن-ألبون ساره إيراني جوليا تيرزيسكا جازمين أورتينزي                                |
| 30 مايو | إنترنازيونالي فيمنيلي دي بريشا بريشا، إيطاليا ملعب ترابي W60 فردي - زوجي                                        | نوريا برانكاشو ليزا بيجاتو 6–4، 6–1                           | جيبيك كولامبايفا ديانا مارسنكفيتشا            | يوليانا ليزارازو آنا لينا فريدسام              | يلينا إن-ألبون ساره إيراني جوليا تيرزيسكا جازمين أورتينزي                                |
| 30 مايو | براشوف أوبن براشوف، رومانيا ملعب ترابي W60 فردي - زوجي                                                          | جيمي فورليس 7–6(0–7)، 6–2                                     | إيبيك أوز                                     | جوان زوجر · مارينا ميلنيكوفا                   | ميريام بولغارو أندريا لازارو غارسيا أوانا جورجيتا سيميون ألكسندرا كادانتو                |
| 30 مايو | براشوف أوبن براشوف، رومانيا ملعب ترابي W60 فردي - زوجي                                                          | جيسيكا ماليتشكوفا إيزابيلا شنيكوفا 7–6(5–7)، 6–3              | فيرونيكا إيريافيتش فيرونيكا فالكوسكا          | جوان زوجر · مارينا ميلنيكوفا                   | ميريام بولغارو أندريا لازارو غارسيا أوانا جورجيتا سيميون ألكسندرا كادانتو                |
| 30 مايو | أننهايم، النمسا ملعب ترابي W25 قرعة المباريات الفردية والزوجية                                                  | لورا سيجموند 6–3، 6–2                                         | لينا باباداكس                                 | جوليا رييرا باربورا باليكوفا                   | روبين مونتجومري سادا ناهيمانا سينجا كراوس ماتيلدا موتافدزيك                              |
| 30 مايو | أننهايم، النمسا ملعب ترابي W25 قرعة المباريات الفردية والزوجية                                                  | جيسي آني لينا باباداكس 1–6، 6–3، [11–9]                       | مارثا ماتولا أرينا فاسيليسكو                  | جوليا رييرا باربورا باليكوفا                   | روبين مونتجومري سادا ناهيمانا سينجا كراوس ماتيلدا موتافدزيك                              |
| 30 مايو | تبليسي، جورجيا ملعب صلب W25 قرعة المباريات الفردية والزوجية                                                     | أنستاسيا زاخاروفا · 6–4، 6–0                                  | كريستينا دميتروك                              | نفيسة بيربيروفيتش بارك سو هيون                 | أنستاسيا زولوتاريفا · لو جياجينغ · إيكاترينا ياشينا · داريا أستاخوفا                     |
| 30 مايو | تبليسي، جورجيا ملعب صلب W25 قرعة المباريات الفردية والزوجية                                                     | أنجلينا جابويفا · أنستاسيا زاخاروفا · 6–1، 6–2                | داريا أستاخوفا · آنا كوباريفا                 | نفيسة بيربيروفيتش بارك سو هيون                 | أنستاسيا زولوتاريفا · لو جياجينغ · إيكاترينا ياشينا · داريا أستاخوفا                     |
| 30 مايو | تشانغوون، كوريا الجنوبية ملعب صلب W25 قرعة المباريات الفردية والزوجية                                           | كرامي نارا 6–3، 6–1                                           | هان نا لاي                                    | كيم دا بن أوليفيا تجاندراموليا                 | نانا كواجيسي كارول تشاو تشيري كيم باك دا يون                                             |
| 30 مايو | تشانغوون، كوريا الجنوبية ملعب صلب W25 قرعة المباريات الفردية والزوجية                                           | تشوي جي هي هان نا لاي 6–3، 4–6، [15–13]                       | لي يا شيوان وو فانغ شين                       | كيم دا بن أوليفيا تجاندراموليا                 | نانا كواجيسي كارول تشاو تشيري كيم باك دا يون                                             |
| 30 مايو | شيانغ راي، تايلاند ملعب صلب W25 قرعة المباريات الفردية والزوجية                                                 | جاو شينيو 6–3، 6–3                                            | بينجتارن بليبويتش                             | ناو هيبينو لوكسيكا كومخوم                      | باتشارين تشيبشانديج أنشيسا تشانتا كارمان ثاندي هارونا أراكاوا                            |
| 30 مايو | شيانغ راي، تايلاند ملعب صلب W25 قرعة المباريات الفردية والزوجية                                                 | موموكو كوبوري لوكسيكا كومخوم 6–3، 6–3                         | ميساكي ماتسودا ناهو ساتو                      | ناو هيبينو لوكسيكا كومخوم                      | باتشارين تشيبشانديج أنشيسا تشانتا كارمان ثاندي هارونا أراكاوا                            |
| 30 مايو | هيراكليون، اليونان ملعب ترابي W15 قرعة المباريات الفردية والزوجية                                               | كاجسا رينالدو بيرسون 4–6، 6–4، 6–4                            | إيرينا بالوس                                  | غالاتيا ميسوكوريتو سيمونا أوجيسكو              | بياتريس سباسوفا إليني خريستوفي أنستاسيا سافت أريانا زوكيني                               |
| 30 مايو | هيراكليون، اليونان ملعب ترابي W15 قرعة المباريات الفردية والزوجية                                               | إليني خريستوفي غابرييلا دا سيلفا-فيك 6–0، 6–1                 | ماريا بيرجن بياتريس سباسوفا                   | غالاتيا ميسوكوريتو سيمونا أوجيسكو              | بياتريس سباسوفا إليني خريستوفي أنستاسيا سافت أريانا زوكيني                               |
| 30 مايو | كانكون، المكسيك ملعب صلب W15 قرعة المباريات الفردية والزوجية                                                    | ستايسي فونغ 6–3، 6–3                                          | ساكي إيمامورا                                 | ميل ريسكو فيكتوريا رودريغيز                    | ماجي نغ ميرسيدس أريستيغي جيسيكا هينوجوسا غوميز ماديسون سيغ                               |
| 30 مايو | كانكون، المكسيك ملعب صلب W15 قرعة المباريات الفردية والزوجية                                                    | تم إلغاء مسابقة الزوجي بسبب الطقس السيئ المستمر               |                                               | ميل ريسكو فيكتوريا رودريغيز                    | ماجي نغ ميرسيدس أريستيغي جيسيكا هينوجوسا غوميز ماديسون سيغ                               |
| 30 مايو | تشاتيش أوب سافي، سلوفينيا ملعب ترابي W15 قرعة المباريات الفردية والزوجية                                        | فيفيان وولف 6–2، 6–7(0–7)، 6–4                                | أنيا هيرتل                                    | لايا بيتريتيك بيانكا بيهولوفا                  | فاندا لوكاش إيفانا شبستوفا أدريان ناغي فيديريكا أركيديانو                                |
| 30 مايو | تشاتيش أوب سافي، سلوفينيا ملعب ترابي W15 قرعة المباريات الفردية والزوجية                                        | لي يو-يون · آنا زيريانوفا · 6–4، 7–5                          | بيانكا بيهولوفا كاترينا كوزموفا               | لايا بيتريتيك بيانكا بيهولوفا                  | فاندا لوكاش إيفانا شبستوفا أدريان ناغي فيديريكا أركيديانو                                |
| 30 مايو | المنستير، تونس ملعب صلب W15 قرعة المباريات الفردية والزوجية                                                     | أليس توبيلو 6–3، 7–6(7–4)                                     | هونكا كوباياشي                                | مانون ليونارد · ميلانا زابرايلوفا              | وي سيجيا جاسمين كونواي أنرلي بولووس هان زينيون                                           |
| 30 مايو | المنستير، تونس ملعب صلب W15 قرعة المباريات الفردية والزوجية                                                     | كريستينا باسكوسكاس وي سيجيا 6–1، 6–2                          | أشميثا إيسوارامورثي مي هاسيغاوا               | مانون ليونارد · ميلانا زابرايلوفا              | وي سيجيا جاسمين كونواي أنرلي بولووس هان زينيون                                           |
| 30 مايو | رانشو سانتا في، الولايات المتحدة ملعب صلب W15 قرعة المباريات الفردية والزوجية                                   | تاليا جيبسون 7–6(7–4)، 3–6، 7–6(7–5)                          | ماريا كوزيريفا                                | يانغ يا-يي بونياوي ثامشايواط                   | ميغان مكراي سابينا زينالوفا هان جيانغشوي سوليمار كولينج                                  |
| 30 مايو | رانشو سانتا في، الولايات المتحدة ملعب صلب W15 قرعة المباريات الفردية والزوجية                                   | ماريا كوزيريفا · فيرونيكا ميروشنيشينكو · 6–1، 6–3             | سوليمار كولينج كلوديا دي لاس هيراس أرمينتيراس | يانغ يا-يي بونياوي ثامشايواط                   | ميغان مكراي سابينا زينالوفا هان جيانغشوي سوليمار كولينج                                  |

### يونيو
| الأسبوع  | البطولة                                                                                      | الفائزات                                                              | الوصيفات                                       | المتأهلات لنصف النهائي                | المتأهلات لربع النهائي                                                    |
| -------- | -------------------------------------------------------------------------------------------- | --------------------------------------------------------------------- | ---------------------------------------------- | ------------------------------------- | ------------------------------------------------------------------------- |
| 6 يونيو  | كأس كارينثيان للسيدات على البحيرة بورتشاخ ام فورتسي، النمسا ملعب ترابي W60 Singles – Doubles | لورا سيجموند 6–2، 6–2                                                 | فيكتوريا كوزموفا                               | دليلا ياكوبوفيتش ستيفاني فوجيلي       | بانا أودفاردي لينا جورشيسكا باربارا هاس سينجا كراوس                       |
| 6 يونيو  | كأس كارينثيان للسيدات على البحيرة بورتشاخ ام فورتسي، النمسا ملعب ترابي W60 Singles – Doubles | جيسي آني آنا سيسكوفا 6–3، 6–4                                         | جيني دورست فيرونيكا فالكوسكا                   | دليلا ياكوبوفيتش ستيفاني فوجيلي       | بانا أودفاردي لينا جورشيسكا باربارا هاس سينجا كراوس                       |
| 6 يونيو  | بطولة بياريتز بياريتز، فرنسا ملعب ترابي W60 Singles – Doubles                                | مينا هودزيك 6–3، 6–3                                                  | لوسي نغوين تان                                 | ماريا لوردس كارليه · إيريكا أندرييفا  | كلوي باكيوت أودري ألبي يوكي نايتو آنا دانيلينا                            |
| 6 يونيو  | بطولة بياريتز بياريتز، فرنسا ملعب ترابي W60 Singles – Doubles                                | آنا دانيلينا فاليريا ستراهوفا 2–6، 6–3، [14–12]                       | ماريا لوردس كارليه · ماريا تيموفييفا           | ماريا لوردس كارليه · إيريكا أندرييفا  | كلوي باكيوت أودري ألبي يوكي نايتو آنا دانيلينا                            |
| 6 يونيو  | بطولات كاسيرتا الدولية للسيدات في التنس كزرتة، إيطاليا ملعب ترابي W60 Singles – Doubles      | كريستينا ملادينوفيتش 6–4، 4–6، 7–6(7–3)                               | كاميلا روساتيلو                                | نوريا برانكاشيو مويكو أوتشيجيما       | فيديريكا دي ساررا دانييلا فيسماني ديليتا تشيروبيني ليزا بيغاتيو           |
| 6 يونيو  | بطولات كاسيرتا الدولية للسيدات في التنس كزرتة، إيطاليا ملعب ترابي W60 Singles – Doubles      | ديسبينا باباميتشايل كاميلا روساتيلو 4–6، 6–2، [10–6]                  | فرانسيسكا خورخي ماتيلدي خورخي                  | نوريا برانكاشيو مويكو أوتشيجيما       | فيديريكا دي ساررا دانييلا فيسماني ديليتا تشيروبيني ليزا بيغاتيو           |
| 6 يونيو  | سانتو دومينغو، جمهورية الدومينيكان ملعب صلب W25 قرعة المباريات الفردية والزوجية              | يانا كولودينسكا · 6–0، انسحاب.                                        | فيكتوريا دوفال                                 | ماريا ماتيس آنا صوفيا سانشيز          | ميل ريسكو داشا إيفانوفا هيروكو كواتا هينا إينوي                           |
| 6 يونيو  | سانتو دومينغو، جمهورية الدومينيكان ملعب صلب W25 قرعة المباريات الفردية والزوجية              | تيباني فاكيت ميل ريسكو 6–4، 6–4                                       | هينا إينوي تيلور نج                            | ماريا ماتيس آنا صوفيا سانشيز          | ميل ريسكو داشا إيفانوفا هيروكو كواتا هينا إينوي                           |
| 6 يونيو  | تبليسي، جورجيا ملعب صلب W25 قرعة المباريات الفردية والزوجية                                  | أنستازيا زخاروفا · 6–2، 3–6، 6–2                                      | داريا أستاخوفا                                 | بارك سو هيون · أنستازيا زولوتاريفا    | بيرفو جنكيز · لو جياجينغ · آنا كوباريفا · داريا سيمينيستايا               |
| 6 يونيو  | تبليسي، جورجيا ملعب صلب W25 قرعة المباريات الفردية والزوجية                                  | أنجلينا غابويفا · أنستازيا زخاروفا · 6–4، 6–3                         | بولينا كودرميتوفا · صوفيا لانسيير              | بارك سو هيون · أنستازيا زولوتاريفا    | بيرفو جنكيز · لو جياجينغ · آنا كوباريفا · داريا سيمينيستايا               |
| 6 يونيو  | إنتشون، كوريا الجنوبية ملعب صلب W25 قرعة المباريات الفردية والزوجية                          | كارول تشاو 6–4، 6–1                                                   | مايوكا أيكاوا                                  | هان نا لي لي يا شوان                  | نانا كواجيشي وي هيه وون أوليفيا تجاندراموليا جونغ بو يونغ                 |
| 6 يونيو  | إنتشون، كوريا الجنوبية ملعب صلب W25 قرعة المباريات الفردية والزوجية                          | تشوي جي هي هان نا لي 5–7، 6–4، [10–6]                                 | لي يا شوان وو فانغ هسين                        | هان نا لي لي يا شوان                  | نانا كواجيشي وي هيه وون أوليفيا تجاندراموليا جونغ بو يونغ                 |
| 6 يونيو  | مدريد، إسبانيا ملعب صلب W25 قرعة المباريات الفردية والزوجية                                  | جيمي فورليس 6–4، 6–2                                                  | غيومار مارستاني                                | كاثرين سيبوف أليس روب                 | أولغا هيلمي عديتيا كاروناراتني أليكس إيالا جيسيكا بوزاس مانيرو            |
| 6 يونيو  | مدريد، إسبانيا ملعب صلب W25 قرعة المباريات الفردية والزوجية                                  | إيفون كافالي ريميرز غيومار مارستاني 6–4، 6–4                          | جاكلين كاباج أواد · فاليريا سافينيخ            | كاثرين سيبوف أليس روب                 | أولغا هيلمي عديتيا كاروناراتني أليكس إيالا جيسيكا بوزاس مانيرو            |
| 6 يونيو  | شيانغ راي، تايلاند ملعب صلب W25 قرعة المباريات الفردية والزوجية                              | جاو شينيو 6–1، 1–6، 6–3                                               | ناو هيبينو                                     | روتوجا بسالي موموكو كوبوري            | كيوكا أوكامورا باتشارين تشيبشاندج تشيهيرو موراماتسو أنكيتا راينا          |
| 6 يونيو  | شيانغ راي، تايلاند ملعب صلب W25 قرعة المباريات الفردية والزوجية                              | روتوجا بسالي إريكا سما 6–1، 6–3                                       | هارونا أراكاوا ناتسوه أراكاوا                  | روتوجا بسالي موموكو كوبوري            | كيوكا أوكامورا باتشارين تشيبشاندج تشيهيرو موراماتسو أنكيتا راينا          |
| 6 يونيو  | بانيا لوكا، البوسنة والهرسك ملعب ترابي W15 قرعة المباريات الفردية والزوجية                   | أنيتا كوشموفا 6–3، 6–2                                                | كاتارينا كوزموفا                               | دينيسا هيندوفا لوتسيا تشيريتش باغاريك | شانتال سافانت ميا ريستيش بيانكا بيهولوفا إلينا ميلوفانوفيتش               |
| 6 يونيو  | بانيا لوكا، البوسنة والهرسك ملعب ترابي W15 قرعة المباريات الفردية والزوجية                   | كاتارينا كوزموفا نينا رادوفانوفيتش 6–4، 6–2                           | لورا بونر جورجيا بينتو                         | دينيسا هيندوفا لوتسيا تشيريتش باغاريك | شانتال سافانت ميا ريستيش بيانكا بيهولوفا إلينا ميلوفانوفيتش               |
| 6 يونيو  | نوج-لا-فيل، فرنسا ملعب صلب W15 قرعة المباريات الفردية والزوجية                               | أليس توبيلو 4–6، 6–0، 6–3                                             | إيناس نيكو                                     | إليونورا مولينارو جاد بورنيه          | فيرونيكا بودريز أوبان دروغيه كارولين روميو مانون ليونارد                  |
| 6 يونيو  | نوج-لا-فيل، فرنسا ملعب صلب W15 قرعة المباريات الفردية والزوجية                               | أنستاسيا غوريفا · لوسيانا مويانو · 6–0، 6–0                           | ناتاليا أورلوفا · لوسي وارجنيه                 | إليونورا مولينارو جاد بورنيه          | فيرونيكا بودريز أوبان دروغيه كارولين روميو مانون ليونارد                  |
| 6 يونيو  | المنستير، تونس ملعب صلب W15 قرعة المباريات الفردية والزوجية                                  | فرانشيسكا كورمي 6–2، 6–4                                              | ياو شينشين                                     | وي سيجيا أستريد سيروت                 | إيفا غويريرو ألفاريز · ياسمين عزت · فيرناندا لابرينا · ميلانا زابرايلوفا  |
| 6 يونيو  | المنستير، تونس ملعب صلب W15 قرعة المباريات الفردية والزوجية                                  | وي سيجيا ياو شينشين 6–0، 6–1                                          | أبيغيل أموس أرابيلا كولر                       | وي سيجيا أستريد سيروت                 | إيفا غويريرو ألفاريز · ياسمين عزت · فيرناندا لابرينا · ميلانا زابرايلوفا  |
| 6 يونيو  | سان دييغو، الولايات المتحدة ملعب صلب W15 قرعة المباريات الفردية والزوجية                     | هان جيانغشيو 6–2، 4–6، 6–4                                            | يانغ يا-يي                                     | جيسيكا فايللا · ماريا كوزيريفا        | ميدوري كاستيو ميزا داريا كوزر سابينازيينالوفا كيمي هانس                   |
| 6 يونيو  | سان دييغو، الولايات المتحدة ملعب صلب W15 قرعة المباريات الفردية والزوجية                     | كيمي هانس مكانا جونز 6–3، 6–3                                         | ماريا كوزيريفا · فيرونيكا ميروشنيتشينكو        | جيسيكا فايللا · ماريا كوزيريفا        | ميدوري كاستيو ميزا داريا كوزر سابينازيينالوفا كيمي هانس                   |
| 13 يونيو | بطولة إيلكلي إيلكلي، المملكة المتحدة عشبي W100 فردي – زوجي                                   | دلما جالفي 7–5، 4–6، 6–3                                              | جودي بوراج                                     | كاتي فولينيتس سوناى كارتال            | ماندي مينلا مايا شوالينسكا داريا سنيغور سيمونا والترت                     |
| 13 يونيو | بطولة إيلكلي إيلكلي، المملكة المتحدة عشبي W100 فردي – زوجي                                   | ليزيت كابريرا جانغ سو جونج 6–7(7–9)، 6–0، [11–9]                      | نايكثا بينز مايا لامسدن                        | كاتي فولينيتس سوناى كارتال            | ماندي مينلا مايا شوالينسكا داريا سنيغور سيمونا والترت                     |
| 13 يونيو | بطولة ماتشا ليك تشيسكا ليبا، جمهورية التشيك ملعب ترابي W60 فردي – زوجي                       | سارة بيجليك 6–4، 6–4                                                  | جيسيكا ماليتشكوڤا                              | ديسبينا باباميتشايل ريبيكا سرامكوفا   | لينا جورجيسكا كوني بيرين ريناتا زارازوا ليندا نوسكوفا                     |
| 13 يونيو | بطولة ماتشا ليك تشيسكا ليبا، جمهورية التشيك ملعب ترابي W60 فردي – زوجي                       | كارولينا كوبانوفا أنيتا كوتشموڤا 6–2، 7–6(11–9)                       | نوريا برانكاشيو ديسبينا باباميتشايل            | ديسبينا باباميتشايل ريبيكا سرامكوفا   | لينا جورجيسكا كوني بيرين ريناتا زارازوا ليندا نوسكوفا                     |
| 13 يونيو | بطولة ITF أركاديس بريزو أوسونا مدريد، إسبانيا ملعب صلب W60 فردي – زوجي                       | مارينا باسولس ريبيرا 6–4، 7–5                                         | أليكس إيالا                                    | أديتيا كاروناراتني كاثرين سيبوڤ       | ليانغ إن شو تيميا بابوش جايمي فورليس كارول مونيت                          |
| 13 يونيو | بطولة ITF أركاديس بريزو أوسونا مدريد، إسبانيا ملعب صلب W60 فردي – زوجي                       | آنا دانيلينا · أناستاسيا تيخونوفا · 6–4، 6–2                          | لو جياجينغ يو إكسياودي                         | أديتيا كاروناراتني كاثرين سيبوڤ       | ليانغ إن شو تيميا بابوش جايمي فورليس كارول مونيت                          |
| 13 يونيو | بورتشاتش آم ورترسي، النمسا ملعب ترابي W25 قرعة المباريات الفردية والزوجية                    | سينيا كراوس 6–1، 1–6، 6–2                                             | إيفانا جوروفيتش                                | فيكتوريا كان · باولا أورمايتشيا       | سينيا هيرمان آنا سيشكوفا أندريا روسكا ليا بوشكوفيتش                       |
| 13 يونيو | بورتشاتش آم ورترسي، النمسا ملعب ترابي W25 قرعة المباريات الفردية والزوجية                    | ميكاييلا بايرالوفا تينا سفيتكوفيتش 6–3، 6–3                           | كايسا هينمان مارتينا كوبكا                     | فيكتوريا كان · باولا أورمايتشيا       | سينيا هيرمان آنا سيشكوفا أندريا روسكا ليا بوشكوفيتش                       |
| 13 يونيو | سانتو دومينغو، جمهورية الدومينيكان ملعب صلب W25 قرعة المباريات الفردية والزوجية              | إعصار تايرا بلاك 6–3، 6–3                                             | يانا كولودينسكا                                | ميل ريسكو لي بي-تشي                   | رايتشيل غايلس شانيل فان نغوين تايلور نغ جيرجانا توبالوفا                  |
| 13 يونيو | سانتو دومينغو، جمهورية الدومينيكان ملعب صلب W25 قرعة المباريات الفردية والزوجية              | أليسيا هيريرو لينانا ميلاني كريويج 6–2، 6–4                           | جابرييلا كنوتسون كاتارينا ستريشناكوفا          | ميل ريسكو لي بي-تشي                   | رايتشيل غايلس شانيل فان نغوين تايلور نغ جيرجانا توبالوفا                  |
| 13 يونيو | دينين، فرنسا ملعب ترابي W25 قرعة المباريات الفردية والزوجية                                  | ليير روميرو جورماز 6–4، 3–6، 6–4                                      | أليونا بولسوفا                                 | صوفيا سامافاتي أودري ألبي             | إيناس إيبو جولي جيرفيه كاثارينا هوبجارسكي سارا كاكاريفيك                  |
| 13 يونيو | دينين، فرنسا ملعب ترابي W25 قرعة المباريات الفردية والزوجية                                  | كاثارينا هوبجارسكي فاليريا ستراكوفا 6–0، 6–4                          | كاميلا بارتوني أنيتا هوساريتش                  | صوفيا سامافاتي أودري ألبي             | إيناس إيبو جولي جيرفيه كاثارينا هوبجارسكي سارا كاكاريفيك                  |
| 13 يونيو | رعنانا، إسرائيل ملعب صلب W25 قرعة المباريات الفردية والزوجية                                 | بولينا كوديرميتوفا · 4–6، 6–4، 7–5                                    | ماريا تيموفييفا                                | شافيت كيمشي لي يا-هسوان               | صوفيا لانسير · إميلي لينده · بيرفو جنجيز · تشيهيرو موراماتسو              |
| 13 يونيو | رعنانا، إسرائيل ملعب صلب W25 قرعة المباريات الفردية والزوجية                                 | لي يا-هسوان وو فانغ-هسين 6–3، 6–1                                     | تشيهيرو موراماتسو ريبيكا ستولمار               | شافيت كيمشي لي يا-هسوان               | صوفيا لانسير · إميلي لينده · بيرفو جنجيز · تشيهيرو موراماتسو              |
| 13 يونيو | سمتر، الولايات المتحدة ملعب صلب W25 قرعة المباريات الفردية والزوجية                          | صوفي تشانغ 6–2، 4–6، 7–6(7–5)                                         | هانا تشانغ                                     | كارول يونغ سو لي هيمينو ساكاتسومي     | نيكول كوبرسميث اشلين كروجر بيتون ستيرنز إيلي دوغلاس                       |
| 13 يونيو | سمتر، الولايات المتحدة ملعب صلب W25 قرعة المباريات الفردية والزوجية                          | كايلي كولينز بيتون ستيرنز 6–3، 5–7، [10–7]                            | أليورا زاماريبا ماريبيلا زاماريبا              | كارول يونغ سو لي هيمينو ساكاتسومي     | نيكول كوبرسميث اشلين كروجر بيتون ستيرنز إيلي دوغلاس                       |
| 13 يونيو | شيانغ راي، تايلاند ملعب صلب W15 قرعة المباريات الفردية والزوجية                              | ناهو ساتو 6–4، 6–2                                                    | مانانشايا ساوانجكايو                           | بونين كوفابيتيكتيد شون فانجيينغ       | ليو فانجزو · باتشارين شيابشاديج · اناستاسيا سوخوتينا · ميشيكا أوزيكي      |
| 13 يونيو | شيانغ راي، تايلاند ملعب صلب W15 قرعة المباريات الفردية والزوجية                              | أنري ناغاتا ناهو ساتو 6–2، 6–4                                        | ليو فانجزو شون فانجيينغ                        | بونين كوفابيتيكتيد شون فانجيينغ       | ليو فانجزو · باتشارين شيابشاديج · اناستاسيا سوخوتينا · ميشيكا أوزيكي      |
| 13 يونيو | المنستير، تونس ملعب صلب W15 قرعة المباريات الفردية والزوجية                                  | فرانشيسكا كورمي 6–2، 4–6، 7–5                                         | ساياكا إيشي                                    | يوكا هوسوكي شين جي-هو                 | إيفا جويريرو ألفاريز ياو شينشين كاميلا روميرو أندري لوكوشيوتي             |
| 13 يونيو | المنستير، تونس ملعب صلب W15 قرعة المباريات الفردية والزوجية                                  | شو آي-شوان ماتيلدي مارياني 7–5، 6–1                                   | كلوي سيروت ماري فيليت                          | يوكا هوسوكي شين جي-هو                 | إيفا جويريرو ألفاريز ياو شينشين كاميلا روميرو أندري لوكوشيوتي             |
| 13 يونيو | سان دييغو، الولايات المتحدة ملعب صلب W15 قرعة المباريات الفردية والزوجية                     | ماكينا جونز 3–6، 6–3، 6–3                                             | ميغان مكراي                                    | كاثرين هوي كاثرين أولا                | كيمي هانس سوليمار كولينج سارا دافتتيلا يانغ يا-يي                         |
| 13 يونيو | سان دييغو، الولايات المتحدة ملعب صلب W15 قرعة المباريات الفردية والزوجية                     | بونياوي تامشايوات يانغ يا-يي 6–3، 6–4                                 | سارا دافتتيلا ماكينا جونز                      | كاثرين هوي كاثرين أولا                | كيمي هانس سوليمار كولينج سارا دافتتيلا يانغ يا-يي                         |
| 20 يونيو | بيريغو، فرنسا ملعب ترابي W25 قرعة المباريات الفردية والزوجية                                 | سيرينا يانيشيفيتش 6–3، 6–2                                            | كاثارينا هوبغارسكي                             | ميرا أندريفا · مارين بارتو            | أودري ألبي أندريا غاميز لوسي وارنييه فاليريا ستراكوفا                     |
| 20 يونيو | بيريغو، فرنسا ملعب ترابي W25 قرعة المباريات الفردية والزوجية                                 | ريبيكا بيريرا دانييلا سيغيل 6–4، 6–1                                  | إميلي أبلتون ألكسندرا أوزبورن                  | ميرا أندريفا · مارين بارتو            | أودري ألبي أندريا غاميز لوسي وارنييه فاليريا ستراكوفا                     |
| 20 يونيو | جورجاون، الهند ملعب صلب W25 قرعة المباريات الفردية والزوجية                                  | كارمان ثاندي 6–4، 2–6، 6–1                                            | صوفيا كوستولاس                                 | ساكي إيمامورا بونين كوفابيتوكتيت      | ديانا مارسنكفيتشا · آنا أوكولوفا · فايدههي تشوداري · شريفالي باميديباتي   |
| 20 يونيو | جورجاون، الهند ملعب صلب W25 قرعة المباريات الفردية والزوجية                                  | ساكي إيمامورا بريسكا ماديلين نوغروهو 6–4، 7–5                         | موموكو كوبوري ميساكي ماتسودا                   | ساكي إيمامورا بونين كوفابيتوكتيت      | ديانا مارسنكفيتشا · آنا أوكولوفا · فايدههي تشوداري · شريفالي باميديباتي   |
| 20 يونيو | رعنانا، إسرائيل ملعب صلب W25 قرعة المباريات الفردية والزوجية                                 | ماريا تيموفييفا · 6–1، 6–2                                            | فاليريا سافينيخ                                | نيكول خرين · بولينا كوديرميتوفا       | إميلي لينده تشاهيرو موراماتسو شافيت كيمتشي إلينا-تيودورا كادار            |
| 20 يونيو | رعنانا، إسرائيل ملعب صلب W25 قرعة المباريات الفردية والزوجية                                 | صوفيا لانسر · ماريا تيموفييفا · 6–3، 7–6(7–5)                         | إلينا-تيودورا كادار فاني ستولار                | نيكول خرين · بولينا كوديرميتوفا       | إميلي لينده تشاهيرو موراماتسو شافيت كيمتشي إلينا-تيودورا كادار            |
| 20 يونيو | كنتنهيدة، البرتغال Carpet W25 قرعة المباريات الفردية والزوجية                                | فرانسيسكا خورخي 7–5، 7–5                                              | فيتاليا دياتشينكو                              | بيمرا أوزجن إنجريد جامارا مارتينس     | تيس سوجنو أوليفيا تجاندراموليا كاثلين كانيف مانا أيوكاوا                  |
| 20 يونيو | كنتنهيدة، البرتغال Carpet W25 قرعة المباريات الفردية والزوجية                                | جيسي رومبيس أوليفيا تجاندراموليا 6–2، 7–6(7–1)                        | إنجريد جامارا مارتينس إميلي ويبلي سميث         | بيمرا أوزجن إنجريد جامارا مارتينس     | تيس سوجنو أوليفيا تجاندراموليا كاثلين كانيف مانا أيوكاوا                  |
| 20 يونيو | بروكوبلي، صربيا ملعب ترابي W25 قرعة المباريات الفردية والزوجية                               | ناتاليا سزابانين 6–4، 7–6(7–5)                                        | تارا ورث                                       | بيترا مارشينكو ليرا روميرو جورماز     | دومينيكا شالكوفا إيلونا جيورجيانا غيواراي لولا راديفوجيفيتش أندريا روسكا  |
| 20 يونيو | بروكوبلي، صربيا ملعب ترابي W25 قرعة المباريات الفردية والزوجية                               | جيبك كولامباييفا براثانا ثومباري Walkover                             | ليرا روميرو جورماز تارا ورث                    | بيترا مارشينكو ليرا روميرو جورماز     | دومينيكا شالكوفا إيلونا جيورجيانا غيواراي لولا راديفوجيفيتش أندريا روسكا  |
| 20 يونيو | يستاد، السويد ملعب ترابي W25 قرعة المباريات الفردية والزوجية                                 | داريا سيمينيستايا 3–6، 6–3، 6–1                                       | صوفيا سامافاتي                                 | منى بارثل فيرونيكا فالكوسكا           | ريناتا زارازوا · إيرينا خروماتشيفا · داريا لوباتسكا · ماري بينوا          |
| 20 يونيو | يستاد، السويد ملعب ترابي W25 قرعة المباريات الفردية والزوجية                                 | كايجسا هينيمان مارتينا كوبكا 4–6، 7–5، [10–7]                         | آشلين لاهاي ليزا زار                           | منى بارثل فيرونيكا فالكوسكا           | ريناتا زارازوا · إيرينا خروماتشيفا · داريا لوباتسكا · ماري بينوا          |
| 20 يونيو | كلوسسترز، سويسرا ملعب ترابي W25 قرعة المباريات الفردية والزوجية                              | برندا فروفيرتوفا 7–5، 7–5                                             | ميكيلا بايرلوفا                                | نينا بوتوشنيك باربورا باليكوفا        | دليلا ياكوبوفيتش جيني دورست جورجيا كراشون إميلي سايبولد                   |
| 20 يونيو | كلوسسترز، سويسرا ملعب ترابي W25 قرعة المباريات الفردية والزوجية                              | مريم بولغرو برندا فروفيرتوفا 6–0، 6–1                                 | تايسييا موردرغر يانا موردرغر                   | نينا بوتوشنيك باربورا باليكوفا        | دليلا ياكوبوفيتش جيني دورست جورجيا كراشون إميلي سايبولد                   |
| 20 يونيو | ويتشيتا، الولايات المتحدة ملعب صلب W25 قرعة المباريات الفردية والزوجية                       | إليزابيث ماندليك 6–3، 6–3                                             | كايلا داي                                      | سامانثا كراوفورد أدريانا ريمى         | جينا ديفالكو كاترينا سكوت بايتون ستيرنز أشلين كروغر                       |
| 20 يونيو | ويتشيتا، الولايات المتحدة ملعب صلب W25 قرعة المباريات الفردية والزوجية                       | أليورا زاماريبا ماريبيلا زاماريبا 6–4، 6–2                            | كارولين أنصاري أريانا أرسينو                   | سامانثا كراوفورد أدريانا ريمى         | جينا ديفالكو كاترينا سكوت بايتون ستيرنز أشلين كروغر                       |
| 20 يونيو | ألكمار، هولندا ملعب ترابي W15 قرعة المباريات الفردية والزوجية                                | مايليين نوودي 6–2، 5–7، 6–4                                           | كيارا شول                                      | كلاوديجا بوبليتي ليكسي ستيفنز         | فاليريا أوليانوفيسكايا · جوليا ميدندورف · كاثرينا هيرينج · دينيسا هيندوفا |
| 20 يونيو | ألكمار، هولندا ملعب ترابي W15 قرعة المباريات الفردية والزوجية                                | فاليريا أوليانوفيسكايا · ستيفانيا روجوزينسكا ديزيك · 6–3، 5–7، [10–6] | كيارا شول ليكسي ستيفنز                         | كلاوديجا بوبليتي ليكسي ستيفنز         | فاليريا أوليانوفيسكايا · جوليا ميدندورف · كاثرينا هيرينج · دينيسا هيندوفا |
| 20 يونيو | بوخارست، رومانيا ملعب ترابي W15 قرعة المباريات الفردية والزوجية                              | تشانتال سوڤينت 6–7(4–7)، 6–3، 6–2                                     | أنستاسيا غوريفا                                | كارا ماريا ميستر دينيس هردينكوفا      | فيديريكا بيلا دو ميرينا تونا يوَنا كونستانتينوفا بيانكا بيهولوفا           |
| 20 يونيو | بوخارست، رومانيا ملعب ترابي W15 قرعة المباريات الفردية والزوجية                              | سيمونا أوغيسكو ميخيلا تسونيفا 6–4، 6–2                                | جورجيا بينتو غايا سكوارشياليوبي                | كارا ماريا ميستر دينيس هردينكوفا      | فيديريكا بيلا دو ميرينا تونا يوَنا كونستانتينوفا بيانكا بيهولوفا           |
| 20 يونيو | شيانج راي، تايلاند ملعب صلب W15 قرعة المباريات الفردية والزوجية                              | رامو أويدا 2–6، 6–2، 7–6(7–3)                                         | تاسابورن نكلو                                  | أنستاسيا بوبلافسكا أنشيسا شنتا        | زون فانجيين ناتسومي كواجوتشي سوبابيتش كويروم أنري ناغاتا                  |
| 20 يونيو | شيانج راي، تايلاند ملعب صلب W15 قرعة المباريات الفردية والزوجية                              | تشومبوثيب جونداكيت تاماكان مومكنثود انسحاب                            | أنشيسا شنتا باتشارين شيمبشاندي                 | أنستاسيا بوبلافسكا أنشيسا شنتا        | زون فانجيين ناتسومي كواجوتشي سوبابيتش كويروم أنري ناغاتا                  |
| 20 يونيو | منستير، تونس ملعب صلب W15 قرعة المباريات الفردية والزوجية                                    | ويو سيجيا 6–3، 6–3                                                    | إري شيميزو                                     | فيرنندا لابرينا ماي نابات نيروندورن   | فاندا لوكاش ياو شينشين أميلي شمجكالوفا يوكا هوسوكي                        |
| 20 يونيو | منستير، تونس ملعب صلب W15 قرعة المباريات الفردية والزوجية                                    | ويو سيجيا ياو شينشين 6–3، 6–3                                         | يوكا هوسوكي إري شيميزو                         | فيرنندا لابرينا ماي نابات نيروندورن   | فاندا لوكاش ياو شينشين أميلي شمجكالوفا يوكا هوسوكي                        |
| 20 يونيو | كولورادو سبرينغز، الولايات المتحدة الأمريكية ملعب صلب W15 قرعة المباريات الفردية والزوجية    | كاتارينا كوزاروف 6–3، 6–4                                             | فيرونيكا ميروشنيتشينكو                         | جيانا بيلات هيبة شيخ                  | هسو تشيه يو إيفانا كورلي كارمن كورلي باريس كورلي                          |
| 20 يونيو | كولورادو سبرينغز، الولايات المتحدة الأمريكية ملعب صلب W15 قرعة المباريات الفردية والزوجية    | كارمن كورلي إيفانا كورلي 7–6(7–4)، 6–2                                | داريا كوتشر · فيرونيكا ميروشنيتشينكو           | جيانا بيلات هيبة شيخ                  | هسو تشيه يو إيفانا كورلي كارمن كورلي باريس كورلي                          |
| 27 يونيو | LTP Charleston Pro Tennis تشارلستون، الولايات المتحدة ملعب ترابي W100 فردي – زوجي            | كارول تشاو 3–6، 4–6، 4–6                                              | هيمينو ساكاتسومي                               | ساتشيا فيكري ميغان ماناسي             | أشلين كروجر إليزابيث ماندليك ليندا فروهفيتوفا فيكتوريا دوفال              |
| 27 يونيو | LTP Charleston Pro Tennis تشارلستون، الولايات المتحدة ملعب ترابي W100 فردي – زوجي            | أليسيا باركس ساتشيا فيكري ۴–6، ۵–۷، [۱۰–۵]                            | تيميا بابوش مارسيلا زكرياس                     | ساتشيا فيكري ميغان ماناسي             | أشلين كروجر إليزابيث ماندليك ليندا فروهفيتوفا فيكتوريا دوفال              |
| 27 يونيو | الدوري الدولي النسائي المفتوح في مونبلييه مونبلييه، فرنسا ملعب ترابي W60 فردي – زوجي         | أوكسانا سيليخميتيفا · 3–6، 7–۵، ۵–۷                                   | كاترينا كوزلوفا                                | كارولينا ألفيس ماريا لورديس كارلي     | فرانشيسكا دي لورينزو مويوكا أوشجيما كريستينا بوكشا أوليفيا جاديكي         |
| 27 يونيو | الدوري الدولي النسائي المفتوح في مونبلييه مونبلييه، فرنسا ملعب ترابي W60 فردي – زوجي         | أندريا غاميز أندريا لازارو غارسيا ۴–6، ۶–۲، [۱۳–۱۱]                   | إستيل كاسينو · إيرينا خروماتشيفا               | كارولينا ألفيس ماريا لورديس كارلي     | فرانشيسكا دي لورينزو مويوكا أوشجيما كريستينا بوكشا أوليفيا جاديكي         |
| 27 يونيو | شتوتغارت-فايهينجن، ألمانيا ملعب ترابي W25 قرعة المباريات الفردية والزوجية                    | كاتارينا هوبجارسكي ۵–۷، ۲–6                                           | سينيا كراوس                                    | ميكايلا بايرلوفا أنيتا كوتشموفا       | آنا سيسكوفا مريم بلغارو أنجيلا فيتا بولودا نيكول ريفكين                   |
| 27 يونيو | شتوتغارت-فايهينجن، ألمانيا ملعب ترابي W25 قرعة المباريات الفردية والزوجية                    | أنجيلا فيتا بولودا إيملي سيبولد ۴–6، 7–6(۵–7)                         | فيرونيكا فالكوسكا آنا سيسكوفا                  | ميكايلا بايرلوفا أنيتا كوتشموفا       | آنا سيسكوفا مريم بلغارو أنجيلا فيتا بولودا نيكول ريفكين                   |
| 27 يونيو | جوروجرام، الهند ملعب صلب W25 قرعة المباريات الفردية والزوجية                                 | سهاجا يامالابالي 3–6، 7–6(۵–7)                                        | فيكتوريا مورفايوفا                             | إيكاترينا ياشينا · أنكيتا راينا       | ساكي إمامورا فايديهي شودهاري روتوجا بسالي بونين كوفابيتوكتي               |
| 27 يونيو | جوروجرام، الهند ملعب صلب W25 قرعة المباريات الفردية والزوجية                                 | بريزكا ماديلين نوجروهو أنكيتا راينا 6–۳، ۰–6، [۱۰–6]                  | موموكو كوبوري ميساكي ماتسودا                   | إيكاترينا ياشينا · أنكيتا راينا       | ساكي إمامورا فايديهي شودهاري روتوجا بسالي بونين كوفابيتوكتي               |
| 27 يونيو | تارفيزيو، إيطاليا ملعب ترابي W25 قرعة المباريات الفردية والزوجية                             | تارا وورث 7–5، 6–0                                                    | ليا بوشكوفيتش                                  | دليلا ياكوبوفيتش كاميللا روساتييلو    | أريانا زوتشيني بيترا مارشينكو بياتريشي ريتشي كريستينا دينو                |
| 27 يونيو | تارفيزيو، إيطاليا ملعب ترابي W25 قرعة المباريات الفردية والزوجية                             | ليا بوشكوفيتش فيرونيكا إرجافيتس 6–1، 6–7(5–7)، [10–7]                 | إيلونا جورجيانا غهوروائي أوانا جورجييتا سيميون | دليلا ياكوبوفيتش كاميللا روساتييلو    | أريانا زوتشيني بيترا مارشينكو بياتريشي ريتشي كريستينا دينو                |
| 27 يونيو | لاهاي، هولندا ملعب ترابي W25 قرعة المباريات الفردية والزوجية                                 | ناتاليا سزابانين 7–6(7–3)، 6–4                                        | ماجالي كيمبين                                  | كايجسا هنّيمان ناديه بودوروسكا         | إيفا فيدر ليكسي ستيفنز مارتينا كابورو تابوردا مارثا ماطولا                |
| 27 يونيو | لاهاي، هولندا ملعب ترابي W25 قرعة المباريات الفردية والزوجية                                 | جاسماين جيمبرير إيزابيل هافيرلاغ 6–2، 6–4                             | نيكي ريديليك بينتي سبِي                         | كايجسا هنّيمان ناديه بودوروسكا         | إيفا فيدر ليكسي ستيفنز مارتينا كابورو تابوردا مارثا ماطولا                |
| 27 يونيو | بورتو، البرتغال ملعب صلب W25 قرعة المباريات الفردية والزوجية                                 | بيمرا أوزجن 6–3، 2–6، 6–2                                             | إيفا غيريرو ألفاريز                            | ألانا بارنابي مريم بولك فادسي         | فيتاليا دياتشينكو · كاثلين كانيف · ساكورا هوسوجي · فرانسيسكا خورخي        |
| 27 يونيو | بورتو، البرتغال ملعب صلب W25 قرعة المباريات الفردية والزوجية                                 | لي يا-هسوان وو فانغ-هسيان 5–7، 6–4، [10–1]                            | لو جياجينغ ألانا بارنابي                       | ألانا بارنابي مريم بولك فادسي         | فيتاليا دياتشينكو · كاثلين كانيف · ساكورا هوسوجي · فرانسيسكا خورخي        |
| 27 يونيو | بالما ديل ريو (قرطبة)، إسبانيا ملعب صلب W25+H قرعة المباريات الفردية والزوجية                | مارينا باسولس ريبيرا 5–7، 6–4، 6–3                                    | جيسيكا بونشيه                                  | جيرجانا توبالوفا لينا غلشكو           | داريا سنيغور نيجينا أبدوريموفا فاني ستولار أديثيا كاروناراتني             |
| 27 يونيو | بالما ديل ريو (قرطبة)، إسبانيا ملعب صلب W25+H قرعة المباريات الفردية والزوجية                | فاليريا سافينيخ · فاني ستولار · 7–6(7–3)، 6–2                         | سيليا سيرفينو رويز جوستينا ميكولسكيت           | جيرجانا توبالوفا لينا غلشكو           | داريا سنيغور نيجينا أبدوريموفا فاني ستولار أديثيا كاروناراتني             |
| 27 يونيو | كولومبوس، الولايات المتحدة ملعب صلب W25 قرعة المباريات الفردية والزوجية                      | كاترينا سكوت 7–5، 6–3                                                 | بيتون ستييرنس                                  | كاثرين سيبوف تايلور نغ                | هيروكو كواتا ستايسي فونج جيسيكا فيلا أدريانا ريامي                        |
| 27 يونيو | كولومبوس، الولايات المتحدة ملعب صلب W25 قرعة المباريات الفردية والزوجية                      | إيرينا كانتوس سيميرس سيدني راتليف 6–2، 5–7، [10–4]                    | ماديلين أتواي دانيل ويلسون                     | كاثرين سيبوف تايلور نغ                | هيروكو كواتا ستايسي فونج جيسيكا فيلا أدريانا ريامي                        |
| 27 يونيو | بروكوبلجي، صربيا ملعب ترابي W15 قرعة المباريات الفردية والزوجية                              | لولا راديفوجيفيتش 6–2، 6–3                                            | لويسا ماير أوف دير هايد                        | مايا رادنكوفيتش مارينا ستاكوسيتش      | إيلنكا أمارياي · داريا لوديكوفا · ألينا جرانوير · كسنيا زايتسيفا          |
| 27 يونيو | بروكوبلجي، صربيا ملعب ترابي W15 قرعة المباريات الفردية والزوجية                              | كاترينا ديميتروفا · ماريا شولوكوفا · 7–6(7–4)، 6–2                    | بولينا باخموتكينا · داريا لوديكوفا             | مايا رادنكوفيتش مارينا ستاكوسيتش      | إيلنكا أمارياي · داريا لوديكوفا · ألينا جرانوير · كسنيا زايتسيفا          |
| 27 يونيو | المنستير، تونس ملعب صلب W15 قرعة المباريات الفردية والزوجية                                  | مانون ليوnard 6–2، 6–2                                                | ياسمين منصوري                                  | جنيفر لويكهام وي سيجيا                | تشايرا جيريللي تاميرا باسيك ياو شينشين هونكا كوباياشي                     |
| 27 يونيو | المنستير، تونس ملعب صلب W15 قرعة المباريات الفردية والزوجية                                  | يوكو هوسوكي إري شيمازو 6–3، 6–2                                       | ديانا شهودي ياسمين منصوري                      | جنيفر لويكهام وي سيجيا                | تشايرا جيريللي تاميرا باسيك ياو شينشين هونكا كوباياشي                     |
| 27 يونيو | لوس أنجلوس، الولايات المتحدة ملعب صلب W15 قرعة المباريات الفردية والزوجية                    | إيرين كايتانو 5–7، 6–4، 6–3                                           | إيفا جوفيتش                                    | يانغ يا-يي كيمي هانس                  | تايلور كاتالدي · داريا كوتزر · ألينا شيربينا · هان جيانغشو                |
| 27 يونيو | لوس أنجلوس، الولايات المتحدة ملعب صلب W15 قرعة المباريات الفردية والزوجية                    | إيرين كايتانو سلمى إيوينج 6–3، 4–6، [10–8]                            | بونياوي تامشايوا يانغ يا-يي                    | يانغ يا-يي كيمي هانس                  | تايلور كاتالدي · داريا كوتزر · ألينا شيربينا · هان جيانغشو                |

## الروابط الخارجية
- "10،600 لاعبة، 1135 حدثًا: جولة الاتحاد الدولي لكرة المضرب العالمية للسيدات لعام 2023 بالأرقام". الاتحاد الدولي لكرة المضرب. اطلع عليه بتاريخ 2024-01-02.
- "أجندة جولة الاتحاد الدولي لكرة المضرب العالمية للسيدات". الاتحاد الدولي لكرة المضرب. اطلع عليه بتاريخ 2024-01-02.
- الاتحاد الدولي لكرة المضرب